# Studien und Umfragen zu geschlechtergerechter Sprache
Diese Liste von Studien und Umfragen zu geschlechtergerechter Sprache enthält wissenschaftliche Studien und Befragungen sowie Meinungsumfragen zum Thema geschlechtergerechte Sprache, zum Gebrauch von Genderzeichen wie dem Gendersternchen als Mittel gendergerechter Schreibung sowie zur gesprochenen Gender-Pause (mit Glottisschlag).

## Studien zu geschlechtergerechter Sprache

### Systematische Übersichtsarbeiten
Es gibt nur wenige systematische Übersichtsarbeiten zu den vielen Studien und wissenschaftlichen Befragungen im Bereich der geschlechtergerechten Sprache im Deutschen.
Im Jahr 2009 hielten Sascha Demarmels und Dorothea Schaffner zu sieben untersuchten Studien aus den Jahren 1994 bis 2007 fest, dass bei ihnen die subjektive Beurteilung der Verständlichkeit geschlechtergerechter Sprachformen als hoch zu beurteilen sei.
2020 fasste das Handbuch geschlechtergerechte Sprache aus dem Dudenverlag die Studienlage zusammen:

„Bei diesen und weiteren Studien, die mit verschiedenen Varianten von Texten arbeiten, ergibt sich also ein im Detail differenziertes, in der Tendenz jedoch eindeutiges Bild:
- Lesefreundlichkeit und Textverständlichkeit werden durch geschlechtergerechte Formulierungen nicht erschwert.
- Subjektive Bewertungen der Textqualität/Textästhetik ergeben ebenfalls, dass insgesamt geschlechtergerechte Formen nicht negativ ins Gewicht fallen. Kleine Abweichungen ergeben sich insofern, als Männer in geringem Umfang die Maskulinformen besser bewerten.
- Die kognitive Einbeziehung von Frauen ist bei verschiedenen Sprachformen sehr unterschiedlich:
  - Die Verwendung des ‚generischen Maskulinums‘ erzeugt eine mentale Repräsentation bei den Textrezipierenden, in der Frauen nur zu einem sehr geringen Anteil an den Ereignissen beteiligt sind oder gar nicht als Akteurinnen in Erwägung gezogen werden.
  - Zugleich wird bei Verwendung des ‚generischen Maskulinums‘ der Anteil von Männern überschätzt.
  - Geschlechtergerechte Formen verbessern in unterschiedlichem Umfang den geistigen Einbezug von Frauen.“

2021 kommen die öffentlich-rechtlichen Wissenschaftsmagazine Quarks (WDR) und Leschs Kosmos (ZDF) zu ähnlichen Ergebnissen.

### Studien zur Verständlichkeit
Ab den frühen 1990er-Jahren wurde in Dutzenden von empirischen sprach- und sozialwissenschaftlichen Studien und Befragungen die Verständlichkeit von Schreib- und Sprechweisen geschlechtergerechter Sprache untersucht und verglichen, auch mit dem Gebrauch generischer Maskulinformen (jeder Lehrer, alle Lehrer in der geschlechtsneutralen Bedeutung „Personen, die lehren“).
2007 vermerkte eine Forschungsgruppe um die Sprachwissenschaftlerin Friederike Braun an der Universität Kiel:

„Gegen geschlechtergerechte Alternativen zum generischen Maskulinum wird häufig eingewandt, dass sie die Qualität und die kognitive Verarbeitung von Texten beeinträchtige […].“

#### Einzelstudien zu sprachlichen Mitteln
Beidnennung, vollständige Paarform (Lehrerinnen und Lehrer oder Lehrer und Lehrerinnen):
- Zwischen 1993 und 2010 ermittelten mehrere empirische Studien, dass Versuchspersonen Schreibweisen mit Beidnennung eher mit weiblichen Personen assoziieren als bei der Verwendung generischer Maskulinformen (alle Lehrer).[7][8][9][10]

Binnen-I (LehrerInnen):
- 1993 ermittelte eine psycholinguistische Studie, dass Schreibweisen mit Binnen-I bei Versuchspersonen eher zu einer Nennung weiblicher Personen führen als bei generischen Maskulinformen.[7] 2001 kam eine Studie zu gleichen Ergebnissen (auch bei Beidnennung).[8]
Ab 1999 zeigten einige Studien jedoch, dass die Verwendung des Binnen-I bei Versuchspersonen zu einer übermäßigen Nennung oder mentalen Repräsentation weiblicher Personen führen kann.[11][12][13][9]

Kurzformen mit Schrägstrich (Lehrer/-innen):
- 2000 ermittelte eine psycholinguistische Studie, dass Kurzformen mit Schrägstrich bei der mentalen Repräsentation eher eine Gleichverteilung weiblicher und männlicher Personen bewirken als bei Binnen-I (LehrerInnen) oder generischen Maskulinformen (Lehrer).[12]

#### Rothmund, Christmann (2002)
Die Psychologinnen Jutta Rothmund und Ursula Christmann fanden 2002 keine signifikanten Unterschiede hinsichtlich der subjektiven Verständlichkeit der verschiedenen Sprachformen oder Schreibweisen. 220 Personen beurteilten Texte anhand von drei Verständlichkeitsmaßen (Lesbarkeit, sprachliche Prägnanz, inhaltliche Interessantheit) sowie sprachlicher Ästhetik als weiteren Aspekt der Textqualität. Es gab keine signifikanten Unterschiede zwischen generischen Maskulinformen und unterschiedlichen Alternativformen (etwa Beidnennung, Verwendung des Wortes Personen, Mischung mit generischen Maskulinformen) hinsichtlich der subjektiven Verständlichkeit. Einen signifikanten Effekt gab es nur hinsichtlich der subjektiven Beurteilung der sprachlichen Ästhetik, die bei der Beidnennung in Kombination mit der Ersetzung durch das Wort Person schlechter ausfiel als beim generischen Maskulinum.

#### Braun und andere (2007)
Friederike Braun überprüfte mit ihrer Forschungsgruppe am Sprachseminar der Universität Kiel 2007, wie gut 86 Versuchspersonen die Texte der Packungsbeilagen von Medikamenten verarbeiteten und reproduzierten, die sich nur hinsichtlich der Form der Personenbezeichnung voneinander unterschieden (generisches Maskulinum, Beidnennung und Neutralisierungen, Binnen-I). Darüber hinaus bewerteten die Versuchspersonen den Text im Hinblick auf verschiedene Merkmale der Textqualität (Verständlichkeit, Güte der Formulierungen und Lesbarkeit). Hinsichtlich des Kriteriums der Verarbeitung und der Erinnerung gab es keine Unterschiede: Weibliche und männliche Teilnehmer zeigten bei allen drei Sprachformen eine ähnlich gute Verarbeitungs- und Erinnerungsleistung. Das Resultat dieser Studie lautete, dass geschlechtergerechte Texte ähnlich erfolgreich verarbeitet werden können wie Texte mit generischen Maskulinformen und dass die Erinnerungsleistung durch geschlechtergerechte Formen nicht reduziert wird. Eine Besonderheit der Studie ist nach Angaben der Autorinnen, dass darin „nicht nur – wie in bisherigen Studien – die subjektive Bewertung verschiedener Merkmale der Textqualität erfasst wurde, sondern auch die Erinnerungsleistung für Informationen im Text als objektives Kriterium der erfolgreichen Informationsverarbeitung.“

#### Blake, Klimmt (2010)
Am Institut für Journalistik und Kommunikationsforschung in Hannover ließen Christopher Blake und Christoph Klimmt 204 Personen einen Nachrichtentext lesen. Dann wurden sie zum geschätzten Anteil von Frauen und Männern am dargestellten Sachverhalt befragt sowie zu ihrer persönlichen Einschätzung von Lesbarkeit und Textästhetik. Als weiterer Indikator der Lesbarkeit wurde die benötigte Lesezeit pro Zeichen gemessen (in Millisekunden: ms). Der Nachrichtentext wurde in drei verschiedenen Versionen getestet:
1. mit generischen Maskulinformen (Lesezeit: 58 ms pro Zeichen)
2. mit Beidnennungen und geschlechtsneutralen Bezeichnungen (58 ms pro Zeichen)
3. mit Binnen-I und geschlechtsneutralen Bezeichnungen (62,6 ms pro Zeichen: plus 4,6 ms)

Hinsichtlich der subjektiven Beurteilungen der Lesbarkeit seitens der Befragten und ihrer Einschätzung der sprachlichen Ästhetik gab es keine signifikanten Unterschiede zwischen der Version mit generischen Maskulinformen und den beiden alternativen Versionen. Diese erhöhten aber den geschätzten Frauenanteil, während beim generischen Maskulinum der Männeranteil überschätzt wurde. Eine wiederholte Studie an 325 Versuchspersonen bestätigte diese Ergebnisse.

#### Friedrich, Heise (2019)
Am Institut für Pädagogische Psychologie der TU Braunschweig untersuchten Marcus Friedrich und Elke Heise 2019 anhand eines Experiments mit 355 Studierenden, ob der Stromliefervertrag eines deutschen Stromversorgers mit generischen Maskulinformen verständlicher war als die geschlechtergerecht überarbeitete Version mit 39 Beidnennungen anstelle der ursprünglichen Maskulinformen (Kontoinhaber oder Kontoinhaberin statt Kontoinhaber, sowie er oder sie statt nur er). Die Bewertung der Textverständlichkeit durch die Testpersonen ergab keinerlei Unterschiede zwischen den Versionen.

### Studien zur Akzeptanz
Zur Akzeptanz (Befürwortung/Ablehnung) von gendergerechter Sprache oder einzelner Schreibweisen wurden seit den ersten wissenschaftlichen Richtlinien im Jahr 1980 verschiedene sprachwissenschaftliche und psycholinguistische Studien und Befragungen durchgeführt.

#### Hellinger, Schräpel (1983)
Die feministischen Sprachwissenschaftlerinnen Marlis Hellinger und Beate Schräpel ermittelten 1983, dass „nur 10–15 % der Befragten dazu bereit waren“, die damals vorgestellten Richtlinien für geschlechtergerechtes Formulieren (Paarformen und geschlechtsneutrale Benennungen) „ohne Einschränkung in den eigenen Sprachgebrauch zu übernehmen.“

#### Frank-Cyrus, Dietrich (1997)
Die Sprachwissenschaftlerinnen Karin Frank-Cyrus und Margot Dietrich befragten 1997 für die Gesellschaft für deutsche Sprache (GfdS) über 700 Personen zur sprachlichen Gleichbehandlung von Frauen und Männern in Gesetzestexten:
42 % bevorzugen neutrale Formulierungen
37 % bevorzugen Beidnennung
19 % bevorzugen generische Maskulinformen

#### Steiger, Irmen (2007)
Vera Steiger und Lisa Irmen untersuchten 2007 am Psychologischen Institut der Universität Heidelberg im Zusammenhang mit Rechtstexten die Akzeptanz für generische Maskulinformen, für Paarformen sowie für geschlechtsneutrale Bezeichnungen. Die Ergebnisse zeigten eine breite Akzeptanz neutraler Bezeichnungsformen, die als geschlechtergerechter als die beiden anderen Alternativen beurteilt wurden. 2011 wurde die Studie von Steiger und Irmen mit drei Gruppen von Versuchspersonen wiederholt (Juristen, über 60-Jährige und Personen ohne akademischen Hintergrund): Die Ergebnisse von 2007 wurden bestätigt, die Teilnehmenden zeigten eine große Akzeptanz für geschlechtsneutrale Bezeichnungen (etwa die Wahlberechtigten).

#### Deutschland-Erhebung (2018)
Das Leibniz-Institut für Deutsche Sprache und das Deutsche Institut für Wirtschaftsforschung werteten im Rahmen der Deutschland-Erhebung 2017/18 insgesamt 1439 Onlinefragebögen in Bezug auf die angebotenen Möglichkeiten zum Ausfüllen eines Satzes aus:
- „Die neu gestalteten Gruppenräume in der Bibliothek bieten _____ optimale Arbeitsbedingungen.“

Folgende Möglichkeiten wurden gewählt (4 % ohne Angabe):
| Angebotene Varianten           | 1439 Befragte |        | Altersgruppen in Jahren | Altersgruppen in Jahren | Altersgruppen in Jahren |
| Angebotene Varianten           | 1439 Befragte | bis 30 | 41–50                   | über 60                 |                         |
| ------------------------------ | ------------- | ------ | ----------------------- | ----------------------- | ----------------------- |
| den Studierenden               | 46 %          |        | 35 %                    | 47 %                    | 60 %                    |
| den Studenten                  | 17 %          | 24 %   | 21 %                    | 10 %                    |                         |
| den Studentinnen und Studenten | 17 %          | 15 %   | 15 %                    | 23 %                    |                         |
| den Student/-innen             | 08 %          | 16 %   | 09 %                    | 02 %                    |                         |
| den StudentInnen               | 04 %          | 03 %   | 05 %                    | 02 %                    |                         |
| den Student(innen)             | 02 %          | <1 %   | <1 %                    | <1 %                    |                         |
| den Student*innen              | 01 %          | <1 %   | <1 %                    | <1 %                    |                         |
| den Student_innen              | <1 %          | <1 %   | <1 %                    | <1 %                    |                         |
| andere Variante                | 01 %          | <1 %   | <1 %                    | <1 %                    |                         |

Das Geschlecht der Befragten hatte kaum Einfluss auf die Auswahl der Schreibweisen. Im Deutschen Referenzkorpus für die geschriebene Gegenwartssprache (DeReKo) ist im jüngsten Zeitraum Studenten mehr als fünfmal so häufig belegt wie das Vorkommen von Studierende (2010–2016: rund 150.000 gegenüber 30.000); alle anderen Formen sind selten. Der Referenzkorpus enthält allerdings aus Urheberrechtsgründen keine Texte von sozialen Medien.

#### Institut für Deutsche Sprache (2020)
Das Leibniz-Institut für Deutsche Sprache führte 2020 eine Analyse des Kern-Textkorpus des Rats für deutsche Rechtschreibung durch, um die Häufigkeiten der Varianten geschlechtergerechter Schreibung für den Ausdruck Bürger im Zeitraum von 1995 bis 2019 zu ermitteln. Rund 2 Mio. Treffern für die generische Maskulinform standen insgesamt nur 15.500 Treffer für „mehrere Geschlechter kennzeichnende Schreibungen“ gegenüber (weniger als 0,01 %, Häufigkeitsklasse 16, Frequenzklasse II), durchgehend angeführt vom Binnen-I:
| Varianten           | 1995 | 2000 | 2005 | 2010 | 2011 | 2012 | 2013 | 2014 | 2015 | 2016 | 2017 | 2018 | 2019 |
| ------------------- | ---- | ---- | ---- | ---- | ---- | ---- | ---- | ---- | ---- | ---- | ---- | ---- | ---- |
| BürgerIn            | 426  | 326  | 377  | 265  | 314  | 326  | 352  | 313  | 351  | 296  | 320  | 328  | 333  |
| Bürger und Bürgerin | 41   | 225  | 270  | 229  | 282  | 247  | 235  | 246  | 175  | 188  | 166  | 205  | 268  |
| Bürger*in           | 0    | 0    | 0    | 0    | 0    | 4    | 0    | 5    | 54   | 37   | 99   | 183  | 268  |
| Bürger/in           | 18   | 53   | 46   | 37   | 31   | 39   | 40   | 35   | 27   | 42   | 41   | 37   | 40   |
| Bürger/-in          | 1    | 4    | 13   | 19   | 33   | 40   | 31   | 13   | 19   | 17   | 16   | 13   | 21   |
| Bürger_in           | 0    | 0    | 0    | 1    | 0    | 3    | 6    | 5    | 8    | 12   | 10   | 0    | 0    |

#### Geschlechtergerechter.ch (2021)
Die schweizerische Initiative Geschlechtergerechter.ch ließ im Oktober 2021 im Rahmen ihres Forschungsprojekts Geschlecht und Identität das Forschungsinstitut Sotomo 2690 „eingeladene“ Personen auch zu ihrer bevorzugten Gender-Schreibweise online befragen. Zusammengefasst wird, dass 27 % das generische Maskulinum (Leser) verwenden und nur 7 % Genderzeichen wie den Genderstern; am verbreitetsten ist mit 35 % die Beidnennung (Paarform). Die Antworten auf die Frage sind unterteilt in Altersstufen von Frauen und von Männern sowie in Anhänger politischer Parteien:
- «Wenn Sie einen Text schreiben: Wie benennen Sie Berufsleute und Funktionen?»

| Gender-Form           | Frau | 18–25 | 26–35 | 36–55 | 56–70 | >70  |      | Mann | 18–25 | 26–35 | 36–55 | 56–70 | >70  |
| Leserinnen und Leser  | 35 % | 21 %  | 26 %  | 27 %  | 44 %  | 66 % |      | 35 % | 58 %  | 27 %  | 27 %  | 36 %  | 48 % |
| Lesende               | 23 % | 31 %  | 22 %  | 27 %  | 24 %  | 4 %  | 15 % | 13 % | 11 %  | 20 %  | 12 %  | 11 %  |      |
| Leser                 | 19 % | 9 %   | 18 %  | 25 %  | 13 %  | 22 % | 36 % | 25 % | 41 %  | 40 %  | 34 %  | 33 %  |      |
| Leser/in, LeserIn     | 14 % | 25 %  | 17 %  | 13 %  | 12 %  | 5 %  | 7 %  | 13 % | 6 %   | 7 %   | 12 %  | 5 %   |      |
| Genderzeichen (* : _) | 8 %  | 12 %  | 15 %  | 7 %   | 7 %   | 3 %  | 5 %  | 3 %  | 10 %  | 4 %   | 4 %   | 4 %   |      |
| Andere Schreibweise   | 1 %  | 3 %   | 2 %   | 1 %   | 0 %   | 1 %  | 2 %  | 0 %  | 5 %   | 3 %   | 3 %   | 0 %   |      |

| Gender-Form           | Grüne | SP   | glp  | Mitte | FDP  | SVP  |
| --------------------- | ----- | ---- | ---- | ----- | ---- | ---- |
| Leserinnen und Leser  | 33 %  | 29 % | 25 % | 36 %  | 44 % | 39 % |
| Lesende               | 21 %  | 20 % | 25 % | 23 %  | 17 % | 15 % |
| Leser                 | 10 %  | 17 % | 32 % | 30 %  | 28 % | 41 % |
| Leser/in, LeserIn     | 16 %  | 19 % | 14 % | 7 %   | 10 % | 5 %  |
| Genderzeichen (* : _) | 20 %  | 15 % | 4 %  | 4 %   | 1 %  | 0 %  |
| Andere Schreibweise   | 1 %   | 1 %  | 1 %  | 0 %   | 0 %  | 0 %  |

## Umfragen zu geschlechtergerechter Sprache

### Branchenumfragen

#### Wissenschaft
2019 befragte das Centrum für Geschlechterforschung der Universität Göttingen „in einer Online-Erhebung 290 Wissenschaftler aus Geschlechterforschung und Medizin“; es ergaben sich 275 auswertbare Fragebögen:
1. Die „Gendergruppe“ hatte 212 Befragte (76 % Frauen), zu 43 % in der Forschung, 37 % in der Lehre, 1 % im klinischen Bereich, 3 % im therapeutischen Bereich und 17 % „Anderes“.
2. Die „medizinische Gruppe“ hatte 63 Befragte (70 % Frauen), zu 37 % in der Forschung, 27 % in der Lehre, 18 % in ärztlichen Bereichen, 10 % in therapeutischen Bereichen und 8 % „Anderes“.

Zum „Gebrauch geschlechtergerechter Sprache in der Wissenschaft“ machten die beiden Gruppen folgende Angaben:
| Gebrauch     | Gender | Medizin |
| ------------ | ------ | ------- |
| immer        | 54 %   | 19 %    |
| sehr oft     | 29 %   | 35 %    |
| oft          | 09 %   | 22 %    |
| gelegentlich | 03 %   | 13 %    |
| selten       | 03 %   | 08 %    |
| nie          | 01 %   | 03 %    |

| Realisierungform       | Gender | Medizin |
| ---------------------- | ------ | ------- |
| Neutralisierung        | 85 %   | 75 %    |
| Beidnennung            | 69 %   | 70 %    |
| Genderstern            | 52 %   | 16 %    |
| kreative Lösung        | 48 %   | 16 %    |
| Unterstrich            | 48 %   | 04 %    |
| Binnen-I               | 35 %   | 37 %    |
| Kurzform               | 31 %   | 42 %    |
| generisches Maskulinum | 04 %   | 21 %    |
| Anderes                | 05 %   | 11 %    |

| Grund der Bevorzugung (Mehrfachnennungen möglich) | Sternchen | Sternchen | Unterstrich | Unterstrich | Neutralisierung | Neutralisierung | Beidnennung | Beidnennung |
| Grund der Bevorzugung (Mehrfachnennungen möglich) | G.        | M.        | G.          | M.          | G.              | M.              | G.          | M.          |
| ------------------------------------------------- | --------- | --------- | ----------- | ----------- | --------------- | --------------- | ----------- | ----------- |
| alle Geschlechter sprachlich sichtbar machen      | 127 %     | 25 %      | 96 %        | 5 %         | 93 %            | 30 %            | 45 %        | 35 %        |
| anti-heteronormativ schreiben                     | 96 %      | 10 %      | 75 %        | 0 %         | 73 %            | 5 %             | 22 %        | 5 %         |
| anti-diskriminatorisch schreiben                  | 89 %      | 10 %      | 69 %        | 0 %         | 105 %           | 5 %             | 35 %        | 5 %         |
| anti-sexistisch schreiben                         | 69 %      | 5 %       | 53 %        | 5 %         | 67 %            | 5 %             | 31 %        | 0 %         |
| ist unkompliziert anzuwenden                      | 55 %      | 20 %      | 42 %        | 0 %         | 102 %           | 75 %            | 31 %        | 40 %        |
| Frauen sprachlich sichtbar machen                 | 45 %      | 5 %       | 31 %        | 10 %        | 24 %            | 5 %             | 60 %        | 40 %        |
| Texte einfacher und eindeutiger lesbar machen     | 27 %      | 20 %      | 31 %        | 0 %         | 111 %           | 60 %            | 25 %        | 20 %        |
| Geschlecht sprachlich neutralisieren              | 22 %      | 0 %       | 16 %        | 0 %         | 116 %           | 55 %            | 11 %        | 10 %        |
| weil es Vorgabe ist                               | 0 %       | 10 %      | 0 %         | 0 %         | 7 %             | 15 %            | 4 %         | 25 %        |

Eine Recherche der Frankfurter Allgemeinen Zeitung ergab 2023, dass in weniger als zehn Prozent der 2022 veröffentlichten Dissertationen die Genderzeichen „Stern“, „Unterstrich“ oder „Doppelpunkt“, oder Ähnliches für die englische Sprache, eingesetzt wurden. In den Erziehungswissenschaften sei die Nutzung der Gendersprache weit verbreitet, in den Ingenieurwissenschaften komme sie fast gar nicht vor. Auch in Medizin und Mathematik werde kaum gegendert, in den Rechtswissenschaften selten.

#### Wirtschaftsjournalismus
Ende 2021 machte das Berliner Wirtschaftsforschungsinstitut Dr. Doeblin eine bundesweite Online-Umfrage bei 148 Wirtschaftsjournalistinnen und -journalisten, die zusammengesetzt waren entsprechend der Mediengattungen, der Position in der Redaktion und der thematischen Zuständigkeit gemäß „den Durchschnittsstrukturen unserer jahrelangen Wirtschaftsjournalistenbefragungen“; es wurde nur eine Frage gestellt:
- „In der Unternehmenskommunikation (Pressemitteilungen, Unternehmensberichte, Vorträge etc.) werden zunehmend genderneutrale Formulierungen (‚Gendern‘) eingesetzt. Welche dieser Optionen halten Sie als Zielgruppe der Unternehmenskommunikation für akzeptabel?“
73 % Beidnennung (Paarform)
44 % Substantivierungen: Mitarbeitende
17 % nichts davon ist akzeptabel
15 % Genderstern: Mitarbeiter*innen
14 % Doppelpunkt: Mitarbeiter:innen
13 % Binnen-I: MitarbeiterInnen
09 % Unterstrich: Mitarbeiter_innen
02 % Keine Angabe

#### Unternehmenskommunikation
Anfang 2020 machte das Medienunternehmen news aktuell eine Online-Umfrage bei 415 Kommunikatoren/Kommunikatorinnen deutscher Pressestellen und PR-Agenturen sowie bei 92 Verantwortlichen in der Schweiz zu ihrer Verwendung geschlechtergerechter Sprache – die Ergebnisse im Einzelnen:
| Regelung                                       | Deutsche | Schweiz |
| ---------------------------------------------- | -------- | ------- |
| völlig unwichtig (17 %), eher unwichtig (36 %) | 53 %     | –       |
| sehr wichtig (16 %), eher wichtig (29 %)       | 45 %     | –       |
| keine einheitliche Regelung                    | 45 %     | 32 %    |
| geschlechtsneutral: Mitarbeitende              | 38 %     | 70 %    |
| Beidnennung (Paarform)                         | 36 %     | 60 %    |
| Klammern oder Schrägstrich: Mitarbeiter/in     | 19 %     | 21 %    |
| Binnen-I: MitarbeiterIn                        | 18 %     | 21 %    |
| Genderstern: Mitarbeiter*in                    | 14 %     | 13 %    |
| verwenden keine gendergerechte Sprache         | 12 %     | 03 %    |
| ohne Angabe                                    | 02 %     | –       |
| Unterstrich: Mitarbeiter_in                    | 01 %     | 0 %     |

#### Personalleitungen
Mitte 2021 veröffentlichte der Personaldienstleister Randstad Deutschland Ergebnisse der regelmäßigen Befragung von etwa 1000 Personalleitern und -leiterinnen in Deutschland durch das Ifo Institut für Wirtschaftsforschung. Gefragt wurde auch nach dem „Anwenden genderneutraler Sprache“ in Industrie, Handel und Dienstleistung, unterschieden nach externer und interner Kommunikation. 35 % der Unternehmen gendern nach außen, aber nur 25 % hausintern; größere Firmen gendern mehr:
| Wirtschafts- bereich | Externe Kommunikation | Externe Kommunikation | Externe Kommunikation |         | Interne Kommunikation | Interne Kommunikation | Interne Kommunikation |
| Wirtschafts- bereich | gendern               | nicht                 | geplant               | gendern | nicht                 | geplant               |                       |
| -------------------- | --------------------- | --------------------- | --------------------- | ------- | --------------------- | --------------------- | --------------------- |
| Industrie            | 35 %                  | 55 %                  | 10 %                  |         | 28 %                  | 61 %                  | 11 %                  |
| Handel               | 31 %                  | 62 %                  | 07 %                  | 23 %    | 70 %                  | 07 %                  |                       |
| Dienstleistung       | 37 %                  | 54 %                  | 09 %                  | 25 %    | 64 %                  | 11 %                  |                       |
| Gesamt               | 35 %                  | 56 %                  | 09 %                  | 25 %    | 65 %                  | 10 %                  |                       |
| 250 bis 499 Angest.  | 49 %                  | 43 %                  | 08 %                  | 37 %    | 58 %                  | 05 %                  |                       |
| Ab 500 Angestellte   | 48 %                  | 40 %                  | 12 %                  | 50 %    | 39 %                  | 11 %                  |                       |

#### Versicherungsbranche
Im April 2022 befragten die Beratungsinstitute Sirius Campus und Aeiforia in Deutschland „2.046 Entscheider und Mitentscheider in Versicherungsangelegenheiten zwischen 18 und 69 Jahren“. Im Rahmen des Kundenmonitors Assekuranz 2022 mit dem Schwerpunktthema „Kommunikation heute“ wurde unter anderem gefragt:
- „In vielen Medien und Schriftstücken wird vermehrt auf eine geschlechtergerechte Sprache geachtet. Die Anwendung der geschlechtergerechten Sprache wird auch kurz als ‚Gendern‘ bezeichnet: Was halten Sie davon?“[36][37][38]

| Antworten                           | 2046 Befragte | Frauen | Männer |      | bis 30 Jahre | 31–55 J. | über 55 J. |
| ----------------------------------- | ------------- | ------ | ------ | ---- | ------------ | -------- | ---------- |
| finde ich gut                       | 12 %          | 12 %   | 11 %   |      | 24 %         | 12 %     | 07 %       |
| ist mir egal                        | 22 %          | 25 %   | 19 %   | 35 % | 23 %         | 16 %     |            |
| nicht schön – aber stört auch nicht | 23 %          | 24 %   | 22 %   | 19 % | 25 %         | 22 %     |            |
| ärgert mich                         | 39 %          | 34 %   | 44 %   | 18 % | 36 %         | 51 %     |            |
| weiß nicht / k. A.                  | 04 %          | 05 %   | 03 %   | 05 % | 05 %         | 03 %     |            |

Zusammengefasst wurde: „Auch wenn nur 12 Prozent Gendern explizit gut finden, besteht doch insgesamt eine Mehrheit von 57 Prozent, die sich nicht am Gendern stört – demgegenüber stehen 39 Prozent, denen Gendern ein echtes Ärgernis ist. Allerdings zeigen sich in dieser Frage extreme Alterseffekte: Bei den bis 30-Jährigen sind es sogar 78 Prozent, die das Gendern grundsätzlich nicht stört, bei den über 55-Jährigen hingegen ärgert sich jeder Zweite (51%), wenn gegendert wird.“
Eine weitere Frage lautete:
- „Es besteht ja eine große Vielfalt, wie gendergerechte Sprache gesprochen und auch geschrieben werden kann. Wie gefallen Ihnen die folgenden Varianten des Genderns?“[37]

| Antworten                        | 0gut0 | 0egal0 | stört nicht | ärgert | weiß nicht, k. A. |
| -------------------------------- | ----- | ------ | ----------- | ------ | ----------------- |
| Beidnennung                      | 28 %  | 33 %   | 20 %        | 14 %   | 5 %               |
| generisches Maskulinum           | 25 %  | 31 %   | 20 %        | 18 %   | 6 %               |
| geschlechtsneutrale Formulierung | 24 %  | 30 %   | 21 %        | 20 %   | 5 %               |
| Genderstern                      | 12 %  | 26 %   | 24 %        | 33 %   | 5 %               |
| Soft-Gendern                     | 10 %  | 30 %   | 25 %        | 27 %   | 9 %               |
| Binnen-I                         | 10 %  | 25 %   | 25 %        | 33 %   | 7 %               |
| Doppelpunkt                      | 10 %  | 26 %   | 25 %        | 34 %   | 6 %               |
| Unterstrich                      | 09 %  | 27 %   | 26 %        | 33 %   | 6 %               |
| generisches Femininum            | 07 %  | 26 %   | 25 %        | 35 %   | 7 %               |

Zusammengefasst wurde: „Die beliebtesten Ansprachevarianten sind demnach die Nennung beider Geschlechter, also z. B. Versicherungsnehmer und Versicherungsnehmerinnen (Gesamtakzeptanz: 81 %), das generische Maskulinum Versicherungsnehmer (76 %) sowie die geschlechtsneutrale Formulierung Versicherungsnehmende (75 %). Der Blick in die Details zeigt, dass die Älteren die Nennung beider Geschlechter sogar etwas häufiger positiv beurteilen als das traditionelle generische Maskulinum (28 % vs. 25 %) und dass die Präferenz für diese Form des Genderns unter den Älteren sogar noch etwas höher ist als in der jüngeren Generation (25 %). Jüngere bevorzugen hingegen die geschlechtsneutrale Formulierung (31 %). […] Bei keiner der betrachteten Gender-Varianten liegt der Anteil der Verärgerten höher als 35 Prozent.“

#### DAX-Konzerne
2019
In 15 Geschäftsberichten der damaligen 30 deutschen DAX-Unternehmen fanden sich Gender-Fußnoten mit dem Hinweis, dass generische Maskulinformen „stellvertretend für alle Geschlechter“ gebraucht würden. Im Vergleich zu Vorjahren war ein Rückgang von Beidnennungen feststellbar; in den Berichten wurde als Begründung für die maskulinen Formen unter anderem angegeben:
- „bessere Lesbarkeit“, „Sprachvereinfachung“ gegenüber Paarformen
- „ist die weibliche Form selbstverständlich immer mit eingeschlossen“
- „die entsprechenden Begriffe gelten im Sinne der Gleichberechtigung für alle Geschlechter“
- „Sammelbezeichnungen wie Mitarbeiter, Aktionäre oder Kunden sind als geschlechtsneutral anzusehen“

Anfang des Jahres befragte das Institut für Kommunikation und Medien der Hochschule Darmstadt zusammen mit der Frankfurter Allgemeinen Zeitung die 30 DAX-Konzerne zum Gebrauch geschlechtergerechter Sprache und erhielt 18 Antworten:
- 10 verwenden geschlechtergerechte Sprache in der internen Kommunikation und im Bereich Media Relations
5 mit Gendersternchen oder Doppelpunkt
5 „wenn möglich genderneutrale Formulierungen“
- 6 planen die Einführung geschlechtergerechter Sprache, davon 3 mit Sternchen oder Doppelpunkt
- 2 wollen keine geschlechtergerechte Sprache einführen

Von den 50 MDax-Unternehmen antworteten nur 13, davon haben 4 bereits geschlechtergerechte Sprache eingeführt (2 mit Stern/Doppelpunkt), 4 planen es (2 mit Stern/Doppelpunkt) und 5 haben sich mit dem Thema noch nicht beschäftigt. Die insgesamt sieben Unternehmen, die Genderzeichen verwenden, vermeiden diese bisher in ihrer externen Kommunikation.
Im April 2021 untersuchte die Arbeitsplatzbörse Indeed insgesamt 441 Beiträge der 19 DAX-Vorstandsvorsitzenden (je 20 aktuellste), die in den sozialen Medien vertreten sind (allesamt männlich): 318 Beiträge waren auf Englisch verfasst und durchgängig geschlechtsneutral (we, us, they statt he oder she). Von den 123 deutschsprachigen Beiträgen nutzten 16 das generische Maskulinum (13 %) und 39 Texte genderten (32 %), davon 19 mit Beidnennung, 8 mit Doppelpunkt, 6 mit Sternchen und 5 mit Binnen-I. In den anderen 68 Texten verwendeten die Vorstände neutrale Ausdrücke wie wir, Team, Menschen. Alle 19 DAX-Chefs hatten sich am 8. März zum Weltfrauentag geäußert und dabei gendersensible Sprache verwendet.
Im September 2021 wurde die Anzahl der DAX-Unternehmen von 30 auf 40 erhöht. Zeitgleich veröffentlichte die Münchner Agentur Coco New Media eine Studie, in der die Jobangebote und die Websites der 40 DAX-Unternehmen in Bezug auf geschlechtergerechte Sprache untersucht wurden:
- 95,0 % gendern mit (m/w/d) in den Jobtiteln ihrer Stellenanzeigen (38 von 40 Unternehmen)
- 17,5 % verwenden genderneutrale Formulierungen bei der Bezeichnung der Jobs (7 von 40)
- 57,5 % gendern generell in Website-Texten (24 von 40)
- 5 Unternehmen gendern umfassend: BASF, Delivery Hero, Deutsche Bank, Deutsche Post, Linde
- Ein Unternehmen gendert konsequent nicht: Münchner Rückversicherungs-Gesellschaft

 Mitte 2022 befragte die Wirtschaftszeitschrift Wirtschaftswoche die 40 DAX-Unternehmen zur gendergerechten Sprache und erhielt 28 Antworten. Rund 64 % haben eigene Leitlinien zum Thema veröffentlicht mit zumeist unverbindlichen Empfehlungen; etwa 25 % schreiben eine Verwendung geschlechtergerechter Sprache vor:
- Beidnennung:
29 % empfehlen Paarformen ausdrücklich, bei den anderen Unternehmen ist diese Form zumindest zulässig.
- Genderzeichen:
Infineon und Telekom nutzen Sternchen und Allianz, Covestro und RWE den Doppelpunkt. SAP und Continental schließen die Verwendung von Genderzeichen ausdrücklich aus; einige Unternehmen bekräftigen, sich an den Vorgaben des Rats für deutsche Rechtschreibung zu orientieren (empfiehlt Genderzeichen nicht).
- Stellenausschreibungen:
Die meisten Unternehmen verwenden die generische Maskulinform mit dem Zusatz (m/w/d) oder einer abgewandelten Form; Continental und Symrise achten zusätzlich auf geschlechtsneutrale Personenbezeichnungen (Personalleitung statt Personalleiter).

### Meinungsumfragen

#### Profil (2014)
Das Meinungsforschungsinstitut Unique research führte Mitte 2014 in Österreich für das Nachrichtenmagazin profil eine Online-Befragung mit 500 Personen durch:
- 55 % für eine Bezugnahme auf Frauen in der Sprache (Binnen-I, Beidnennung)

40 % dagegen
05 % ohne Angabe
- 52 % meinen, Frauen hätten die gleichen Rechte wie Männer

46 % meinen, Frauen wären benachteiligt
02 % ohne Angabe

#### dpa (2017)
Das Markt- und Meinungsforschungsinstitut YouGov führte Mitte 2017 in Deutschland für die Deutschen Presse-Agentur (dpa) eine Befragung durch, ohne die Anzahl der Personen zu nennen; gefragt wurde, wie sie zur geschlechtergerechten Sprache etwa mit Binnen-I oder Sternchen stehen (KollegInnen, Schüler*innen):
- 42 % kontra: 19 % voll und ganz, 23 % eher dagegen
Voll und ganz:
14 % der Frauen
23 % der Männer
12 % der 18- bis 24-Jährigen
18 % der 25- bis 34-Jährigen
21 % der 35- bis 44-Jährigen
20 % der 45- bis 54-Jährigen
19 % der Über-54-Jährigen

37 %  dafür:  14 % voll und ganz (15 % Frauen, 12 % Männer), 23 % eher dafür
21 % ohne genaue Angabe
- 69 % benutzen geschlechtsneutrale Bezeichnungen niemals (32 %) oder selten (37 %) in ihrem Schriftverkehr

19 % benutzen geschlechtsneutrale Bezeichnungen immer (5 %) oder häufig (14 %)
12 % ohne genaue Angabe

#### t-online (2019)
Das Berliner Start-up Civey führte Anfang 2019 für t-online.de eine Online-Umfrage mit rund 5000 bevölkerungsrepräsentativ ausgewählten Personen in Hannover durch, nachdem die Stadtverwaltung das Gendersternchen eingeführt hatte (vergleiche Nachteile von Online-Umfragen); die Frage lautete: „Ist die Nutzung geschlechtsneutraler Sprachformulierungen Ihrer Meinung nach eine sinnvolle Maßnahme zur Gleichstellung aller Geschlechter?“
67 % kontra: 48 % auf keinen Fall, 19 % eher dagegen
91 % AfD-Anhänger
79 % CDU/CSU
75 % FDP
60 % Linke
49 % SPD
49 % Grüne
22 % dafür: 12 % auf jeden Fall, 10 % eher dafür
25 % Frauen
18 % Männer
36 % SPD-Anhänger
35 % Grüne
29 % Linke
14 % FDP
13 % CDU/CSU
03 % AfD
11 % ohne genaue Angabe

#### VDS (2019)
Das Sozialforschungsinstitut INSA führte Anfang 2019 für den Verein Deutsche Sprache  (VDS) eine Umfrage bei rund 1000 zufällig ausgewählten Personen durch, unter anderem mit der Frage „Wie wichtig oder unwichtig ist Ihrer Meinung nach gendergerechte Sprache für die Gleichstellung der Frau in Deutschland?“
- 60 % kontra: sehr unwichtig oder eher unwichtig

28 % dafür: sehr wichtig oder eher wichtig (insg. 28 % Frauen, 27 % Männer)
12 % ohne genaue Angabe
- Dagegen waren 74 % der FDP-Anhänger (mehr als AfD-Anhänger); insgesamt fanden 87 %, dass gendergerechte Sprache zu viel diskutiert werde; dagegen waren auch Anhänger der Grünen: 83 % fanden, Gendersprache werde zu viel diskutiert, 60 % fanden sie sehr unwichtig und 52 % eher unwichtig.

Die Angaben waren über alle Geschlechter, Bildungsgrade und Bundesländer hinweg ähnlich, wobei die Ablehnung genderneutraler Sprache mit zunehmendem Bildungsgrad leicht anstieg.
- 80 % nutzten privat keine gendergerechte Sprache, 75 % auch nicht beruflich
- 75 % lehnten gesetzliche Vorschriften zur genderneutralen Sprache ab, 50 % empfanden sie als störend
- Der Direktor des Instituts für Deutsche Sprache, Henning Lobin, kritisierte die Umfrage und hielt die Ergebnisse nicht für tragfähig. Mit der Frage „Wie wichtig oder unwichtig ist Ihrer Meinung nach gendergerechte Sprache für die Gleichstellung der Frau in Deutschland?“ sei nichts über die Akzeptanz geschlechtergerechter Formulierungen zu erfahren. Geschlechtergerechter Sprachgebrauch könne durchaus als erwünscht angesehen werden, ohne zu meinen, dass er für die Gleichstellung der Frau besonders wichtig sei. Lobin kritisierte auch, dass in dem Artikel von Heike Schmoll über die Umfrage in der Frankfurter Allgemeine Zeitung, „große Teile dessen, was kurz danach in der VDS-Pressemitteilung erscheinen sollte, wörtlich wiedergegeben“ wurden.[50]

#### WamS (2020)
Das Politikforschungsinstitut Infratest dimap führte im Mai 2020 für die Zeitung Welt am Sonntag eine Befragung durch mit dem Titel Vorbehalte gegenüber genderneutraler Sprache (siehe unten Vergleich 2020–2021).

#### Annabelle (2021)
Das Forschungsinstitut Sotomo führte Anfang 2021 im Auftrag der schweizerischen Zeitschrift Annabelle eine Online-Umfrage bei 6.280 Deutschschweizer Frauen durch: «Wie wichtig ist Ihnen eine Sprache, die nicht nur die männliche Form verwendet, sondern geschlechterneutral ist?»
- 40 % neutral: «Darauf achte ich nicht besonders»
32 % der 16- bis 34-Jährigen
42 % der 35- bis 64-Jährigen
46 % der über 64-Jährigen
43 % mit normaler Bildung, 37 % mit höherer Bildung, 31 % mit Hochschulabschluss

34 % kontra: «Das halte ich für unnötig und kompliziert»
28 % der 16- bis 34-Jährigen
37 % der 35- bis 64-Jährigen
32 % der über 64-Jährigen
36 % mit normaler Bildung, 41 % mit höherer Bildung, 22 % mit Hochschulabschluss
26 % dafür: «Das ist mir wichtig und soll konsequent umgesetzt werden»
40 % der 16- bis 34-Jährigen
21 % der 35- bis 64-Jährigen
22 % der über 64-Jährigen
21 % mit normaler Bildung, 22 % mit höherer Bildung, 47 % mit Hochschulabschluss
Auch wurde gefragt: «Würden Sie sich als Feministin bezeichnen?»
- 57 % kontra: 25 % nein, 32 % eher nein
39 % der 16- bis 24-Jährigen
39 % der 25- bis 34-Jährigen
58 % der 35- bis 44-Jährigen
65 % der 34- bis 54-Jährigen
63 % der 55- bis 64-Jährigen
65 % der 65- bis 74-Jährigen
64 % der über 74-Jährigen

44 % dafür: 15 % ja, 29 % eher ja
61 % der 16- bis 24-Jährigen
61 % der 25- bis 34-Jährigen
42 % der 35- bis 44-Jährigen
35 % der 34- bis 54-Jährigen
37 % der 55- bis 64-Jährigen
35 % der 65- bis 74-Jährigen
35 % der über 74-Jährigen

#### Monster (2021)
Das Markt- und Meinungsforschungsinstitut YouGov führte im Anfang 2021 für das Online-Karriereportal Monster eine Online-Umfrage mit 2048 Personen durch:
41 % sind eher unschlüssig: „Gendergerechte Sprache ist zwar wichtig, man kann es aber auch übertreiben“
36 % haben keine Lust, sprachliche Veränderungen im Arbeitsalltag einzuführen, und möchten alles unverändert beibehalten
32 % der Frauen
40 % der Männer
14 % geben an, dass Sprache Gleichberechtigung ausdrücken muss
15 % der Frauen
12 % der Männer
23 % der 18- bis 24-Jährigen
19 % der 25- bis 34-Jährigen
10 % ist das Thema egal

#### Königsteiner (2021)
Das Marktforschungsunternehmen Respondi führte im April 2021 für die Personalberatungsgruppe Königsteiner eine Umfrage bei 1059 Arbeitnehmerinnen und Arbeitnehmer durch, die in den letzten 12 Monaten an einem Bewerbungsprozess teilgenommen hatten:
Sollte in Stellenanzeigen gegendert werden?
62 % nein
49 % der 20- bis 29-Jährigen
58 % der 30- bis 39-Jährigen
75 % der 40- bis 49-Jährigen
75 % der 50- bis 59-Jährigen
38 % ja
42 % der Frauen
33 % der Männer
47 % der akademisch Gebildeten

#### WamS (2021)
Das Politikforschungsinstitut Infratest dimap führte im Mai 2021 für die Zeitung Welt am Sonntag eine Befragung durch mit dem Titel Weiter Vorbehalte gegen gendergerechte Sprache (anknüpfend an die entsprechende Befragung zur geschlechtergerechten Sprache vom Mai 2020 mit 1008 Interviews). Mit 1198 wahlberechtigten Personen wurden 781 Telefon- und 417 Online-Interviews durchgeführt zu der Frage: „Wie stehen Sie zur Nutzung einer solchen Gendersprache in Presse, Radio und Fernsehen sowie bei öffentlichen Anlässen?“ Dazu wurden zwei Beispiele genannt: die Form mit Binnen-I im Wort „WählerInnen“ mit kurzer Sprechpause vor dem großen „i“ als Alternative zur vollständigen Beidnennung (Wählerinnen und Wähler) sowie als neutrale Form das substantivierte Partizip „die Zuhörenden“ als Alternative zum generischen Maskulinum (Zuhörer):
- 2021: 65 % kontra (59 % Frauen, 71 % Männer): 36 % voll und ganz, 29 % eher kontra

2020: 56 % kontra (52 % Frauen, 61 % Männer): 30 % voll und ganz, 26 % eher kontra
2021: 26 %  dafür  (31 % Frauen, 21 % Männer): 10 % voll und ganz, 16 % eher dafür
2020: 35 %  dafür  (39 % Frauen, 31 % Männer): 16 % voll und ganz, 19 % eher dafür
2021: 09 % ohne genaue Angabe
2020: 09 % ohne genaue Angabe
- 2021: Niedrige Bildung: 66 % kontra (24 % pro), mittlere Bildung: 67 % (23 %), hohe Bildung: 63 % (32 %)

2020: Niedrige Bildung: 58 % kontra (29 % pro), mittlere Bildung: 60 % (29 %), hohe Bildung: 48 % (49 %)
- 2021: 18- bis 39-Jährige: 54 % kontra (38 % pro), 40- bis 64-Jährige: 67 % (25 %), Über-64-Jährige: 72 % (16 %)

2020: 18- bis 39-Jährige: 43 % kontra (48 % pro), 40- bis 64-Jährige: 61 % (32 %), Über-64-Jährige: 62 % (27 %)
- 2021: Anhänger der AfD: 83 % kontra (11 % pro), FDP: 77 % (17 %), Linke: 72 % (25 %), CDU/CSU: 68 % (25 %), SPD: 57 % (33 %), Grüne: 48 % (47 %)

2020: Anhänger der AfD: 64 % kontra (16 % pro), FDP: 76 % (24 %), Linke: 41 % (59 %), CDU/CSU: 64 % (30 %), SPD: 54 % (42 %), Grüne: 37 % (56 %)
2021 leitete die Welt am Sonntag ihren Bericht mit den Worten ein: „65 Prozent der Bevölkerung sind gegen Binnen-I und Sternchen“.
Infratest Dimap fasste ihre Ergebnisse zusammen: „Die zunehmende Präsenz einer gendergerechten Sprache in Medien und Öffentlichkeit hat deren Akzeptanz nicht gesteigert. Im Vergleich zum Vorjahr ist die Ablehnung gestiegen.“
2020 leitete die Online-Ausgabe der Zeitung ihren Bericht unter der Überschrift Mehrheit der Frauen will keine Gendersternchen mit der Aussage ein: „Die Mehrheit der Deutschen lehnt es ab, die deutsche Sprache zwanghaft zu verweiblichen“, und setzte das Wort Gendersprache in Anführungszeichen.

#### ZDF-Politbarometer (2021)
Das Politbarometer befragte Mitte 2021 für ZDFheute 1.224 zufällig ausgewählte Wahlberechtigte telefonisch; zwei Fragen wurden zur Verwendung von geschlechtergerechter Sprache in den Medien gestellt:
1. „Zurzeit wird viel über das Thema geschlechtergerechte Sprache diskutiert, also eine Sprache, die alle Geschlechter mit einbezieht. Wie wichtig finden Sie es, dass in den Medien weitgehend auf eine geschlechtergerechte Sprache geachtet wird, …“
73 % nicht wichtig: 48 % überhaupt nicht, 25 % nicht so
26 % wichtig: 6 % sehr, 20 % wichtig
2. „Bei der Verwendung geschlechtergerechter Sprache werden in den Medien beim Schreiben zunehmend Trennzeichen wie Sternchen oder Schrägstrich eingefügt, also zum Beispiel Lehrer – Sternchen – Innen, und beim Sprechen wird dort eine kurze Pause gemacht, also Lehrer Innen. Finden Sie …“
71 % nicht gut
25 % gut
04 % weiß nicht

#### Antenne Bayern (2021)
Das Marktforschungsinstitut Kantar befragte Mitte 2021 für den privaten Radiosender Antenne Bayern „1.000 Teilnehmer“ in Bayern; der Anteil von Frauen und Männern war dabei ebenso ausgeglichen wie die drei Altersklassen von 18 bis 29 Jahren, von 30 bis 49 sowie ab 50 Jahren:
- „Findet ihr ‚gendern‘ (gemeint ist Gender-neutrale Sprache, z. B. Bürger*innen) im Sprachgebrauch gut?“
73,3 % meinen, gendern ist im Sprachgebrauch unnötig
19,2 % finden genderneutrale Sprache gut (28,6 % im Alter bis 29 Jahre)
07,5 % ohne Angabe

#### Oberpfalz-Medien (2022)
Mitte 2022 befragte der Zeitungsverlag Oberpfalz-Medien „rund 1000 Mediennutzer in der Oberpfalz“ telefonisch dazu, ob die drei Ausgaben Der neue Tag, Amberger Zeitung und Sulzbach-Rosenberger Zeitung eine geschlechtergerechte Sprache verwenden sollten:
- 37,5 % „ist mir egal“

37,0 % dagegen
14,0 % dafür
11,5 % ohne Antwort
Weiter wurde gefragt: „Wie würden Sie reagieren, wenn die Zeitung eine geschlechtergerechte Sprache einführt?“
- 61 % würden „gar nicht“ reagieren

06 % würden sich beschweren
06 % würden die Zeitung nicht mehr lesen
04 % würden ein Lob aussprechen
Dann wurden Varianten einer geschlechtergerechten Sprache abgefragt:
- 28,0 % für Beidnennung: Leserinnen und Leser

07,5 % für Schrägstrich: Mitarbeiter/-innen
04,5 % für Neutralisierung: Lesende, Fachkraft
03,5 % für Genderstern: Bürger*innen
01,5 % für Doppelpunkt: Vertreter:innen
Zusammenfassend wurde festgehalten, dass „sich nur 14 Prozent der Befragten für eine geschlechtergerechte Sprache stark [machen]. Insgesamt verliert das Thema aber offenbar an Aufreger-Potenzial.“

#### WDR (2023)
In einer repräsentativen Umfrage von infratest dimap im Auftrag des WDR im September 2022 wurde bestätigt, dass fast zwei Drittel die Gendersprache nicht wollen. Im Vergleich zu einer ähnlichen Umfrage zwei Jahre zuvor ist die Ablehnung des Genderns noch größer geworden. Damals gaben 54 % an, das Gendern in Zeitungen, Internet und Apps gut zu finden, 2022 waren es nur noch 41 %.

#### RTL/ntv (2023)
Laut einer repräsentativen Umfrage von Forsa im Auftrag der RTL-Gruppe sind hochgerechnet 73 % der Bundesbürger dagegen, dass Genderzeichen wie Sternchen, Unterstrich oder Doppelpunkt in der Schriftsprache oder zu diesem Zweck eine Pause beim Sprechen eingesetzt werden, 22 % finden dies persönlich gut. Bei den Männern sind 18 % dafür und 77 % dagegen, bei Frauen 26 % dafür und 70 % dagegen.

#### Tamedia (Schweiz, 2023)
In einer vom Zeitungsverlag Tamedia in Auftrag gegebenen repräsentativen Umfrage zeigt folgende Ergebnisse:
- 59 % der Befragten finde die Debatte um die gendergerechte Sprache unwichtig, 60 % achten beim Sprechen nie auf gendergerechte Sprache
- 68 % der Befragen lehnt die Verwendung von generischen Sprachen in der Öffentlichkeit und in der Arbeitswelt ab
- 75 % lehnen die Verwendung von generischen Sprachen im privaten Bereich ab
- Kaum Sympathie haben die Befragten dafür, dass die Verwendung genderneutraler Sprache einen Einfluss auf die Benotung an Schulen und Unis haben soll. Nur neun Prozent beantworten diese Frage mit «Ja» oder «Eher Ja», 89 Prozent lehnen das ab.

## Studien und Umfragen zu Genderzeichen
Genderzeichen wie Gendersternchen *, Gender-Doppelpunkt :, Gender-Gap _ oder Gender-Apostroph ’ dienen in Kurzformen dazu, zwischen männlichen und weiblichen auch nichtbinäre, diversgeschlechtliche Personen anzusprechen und einzubeziehen (vergleiche Soziale Inklusion, Diversity Management):
- Mitarbeiter*innen
- Mitarbeiter:innen
- Mitarbeiter_innen
- Mitarbeiter’innen

In Gebrauch kommt zunächst ab 2003 der Unterstrich (Details), ab 2009 das Sternchen (Details), ab 2016 der Doppelpunkt (Details), und einige Hochschulen empfehlen auch den Apostroph als gendergerechte Schreibweise (Details). Ab 2018 beginnt mit der rechtlichen Anerkennung der dritten Geschlechtsoption „divers“ das Thema „Genderzeichen“ einen breiteren Raum im öffentlichen Diskurs zu gendergerechter Sprache einzunehmen (sprachliche Gleichbehandlung aller Geschlechter). Erste Studien, Befragungen und Meinungsumfragen zur Verwendung von Genderzeichen erscheinen (siehe unten zum Glottisschlag).
2018:
- Bei der Deutschland-Erhebung 2017/18 wählen weniger als 2 % das Sternchen oder den Unterstrich als Schreibweise zur Vervollständigung eines vorgegebenen Satzes.[23]

2019:
- Eine Textkorpus-Auswertung für die Jahre 1995–2019 ergibt eine deutliche Zunahme des Gendersterns ab 2017, während der Unterstrich kaum noch vorkommt; insgesamt bleiben gendergerechte Schreibweisen Randerscheinungen.[24]
- Das Centrum für Geschlechterforschung der Uni Göttingen befragt „Wissenschaftler_innen aus Geschlechterforschung und Medizin“: In der Gender-Gruppe verwenden 52 % Genderstern und 48 % Unterstrich, in der medizinischen Gruppe 16 % Genderstern und nur 4 % Unterstrich.[28]

2020:
- Anfang des Jahres verwenden von rund 500 Kommunikatoren/Kommunikatorinnen in deutschen und Schweizer Pressestellen und PR-Agenturen rund 14 % den Genderstern und nur 1 % den Unterstrich.[32][33]
- Im Februar erklärt die Verwaltung der Universität Göttingen, dass eine Prüfung aller wichtigen IT-Systeme der Universität abgeschlossen sei und ergeben habe, dass einer Nutzung des Gendersterns aus IT-Sicht aktuell nichts entgegenstehe. In Dateinamen und URL werde anstelle des Sterns der Unterstrich verwendet.[71]
- Ende 2020 ermittelt das Marktforschungsinstitut EarsAndEyes eine deutlich erhöhte Nennung von weiblichen Personen zu Fragen mit Gendersternchen (siehe unten). Der Sprachwissenschaftler Anatol Stefanowitsch vergleicht die Ergebnisse mit zwei Studien aus dem Jahr 2001: Insgesamt führt das Binnen-I mit 38 % Frauen-Nennungen vor Genderstern mit 30 %.

2021:
- Im März spricht der Rat für deutsche Rechtschreibung – eingesetzt von sieben deutschsprachigen Ländern und Regionen – keine Empfehlung zur Aufnahme von Genderzeichen in die offiziellen Rechtschreibregeln aus, beobachtet aber weiterhin ihren Gebrauch (Details). Der Rat beendet im Jahr 2022 seine offizielle Tätigkeit und trifft sich zunächst im Frühjahr.
- Im Frühjahr unternimmt die Social-Media-Management-Plattform Agorapulse eine Pilotstudie zu Werbeanzeigen und findet Vorteile für den Gender-Doppelpunkt gegenüber generischen Maskulinformen (siehe unten).
- Mitte 2021 ergeben Zahlen der Jobbörse Indeed, dass in ihren Stellenanzeigen zu 15 % der Genderstern verwendet wird (2019: 12 %) und zu 73 % der geschlechtsinkludierende Zusatz „(m/w/d)“ für „männlich/weiblich/divers“.[72]
- Im August veröffentlicht die deutsche Überwachungsstelle des Bundes für Barrierefreiheit von Informationstechnik (BFIT-Bund) eine eigene Studie zu gendergerechter, digital barrierefreier Sprache und empfiehlt, das Gendersternchen zu verwenden (siehe unten).
- Im Oktober lässt die schweizerische Initiative Geschlechtergerechter.ch fast 2700 Personen zu ihrer bevorzugten Gender-Schreibweise befragen: Nur 7 % verwenden Genderzeichen, gegenüber 27 % fürs generische Maskulinum und 35 % für Beidnennung.[25][26][27]
- Ende des Jahres ergibt eine Befragung von Wirtschaftsjournalisten und -journalistinnen, dass 15 % den Genderstern, 14 % den Doppelpunkt und 9 % den Unterstrich für sich „als Zielgruppe der Unternehmenskommunikation für akzeptabel“ halten.[30][31]
- Ebenfalls Ende 2021 stellt die deutsche Marketingzeitschrift Horizont anlässlich einer Umfrage unter Werbeprofis fest, dass „das neue Gender-Sternchen in der klassischen Werbung auffällig selten“ ist.[73]

2022:
- Im Februar ermitteln die Psychologischen Institute der Universitäten und Würzburg, dass der Genderstern zu einer leichten Überrepräsentation von Frauen führt (siehe unten).
- Mitte 2022 nutzen nur 5 der 40 DAX-Unternehmen Genderzeichen.

### EarsAndEyes (2020)
Das Hamburger Marktforschungsinstitut EarsAndEyes führte Ende 2020 im eigenen Pool eine Online-Befragung durch um herauszufinden, welche von drei Gender-Schreibweisen zur Nennung der meisten weiblichen Personen führt. 450 Personen wurden in drei gleich große Gruppen aufgeteilt und gebeten, spontan jeweils zwei bekannte Persönlichkeiten aus verschiedenen Bereichen zu nennen. Jede Gruppe bekam die Fragen in einer eigenen Version:
- Bei generischen Maskulinformen (Schauspieler, Musiker, Moderatoren) wurden genannt:
08 % nur Frauen, 20 % beide Geschlechter, 72 % nur Männer (Frauenanteil: 18,0 %)
- Bei Fragen mit Beidnennungen (Schauspielerinnen oder Schauspieler usw.):
12 % nur Frauen, 33 % beide Geschlechter, 55 % nur Männer (Frauenanteil: 28,5 %)
- Mit Gendersternchen (Schauspieler*innen, Musiker*innen, Moderatoren*innen):
16 % nur Frauen, 29 % beide Geschlechter, 54 % nur Männer (Frauenanteil: 30,5 %)

Der Anteil der weiblichen Nennungen verdoppelte sich beim Genderstern im Vergleich zur Gruppe mit generischen Maskulinformen. Insgesamt nannten Frauen deutlich häufiger weibliche Personen als männliche Befragte es taten (nicht signifikant beim generischen Maskulinum). Alter und Bildungsstand hatten keinen Einfluss auf den gedanklichen Einbezug weiblicher Personen.
 Studienvergleich von Stefanowitsch (2021)
Der Sprachwissenschaftler Anatol Stefanowitsch griff diese Studie Mitte 2021 auf und verglich sie mit zwei Studien, die von den Psychologinnen Dagmar Stahlberg und Sabine Sczesny im Jahr 2001 mit dem gleichen Design durchgeführt worden waren: Jeweils rund 100 Personen wurden – vermischt mit weiteren Fragen zu persönlichen Meinungen – nach ihren bevorzugten Romanhelden, Schauspielern, Musikern und weiteren Persönlichkeiten befragt. Neben der Version mit den generischen Maskulinformen gab es eine Version mit Beidnennung und eine mit geschlechtsneutralen Formulierungen beziehungsweise mit Binnen-I bei der zweiten Studie (PolitikerInnen, SportlerInnen). Stefanowitsch rechnete alle Frauenanteile in Prozente um und verglich sie mit den Frauenanteilen der 2020er-Studie von EarsAndEyes:
| Nennung von weiblichen Personen in Prozent | Nennung von weiblichen Personen in Prozent | Nennung von weiblichen Personen in Prozent | Nennung von weiblichen Personen in Prozent |
| Gender-Form                                | 2020                                       | 2001 a                                     | 2001 b                                     |
| ------------------------------------------ | ------------------------------------------ | ------------------------------------------ | ------------------------------------------ |
| Binnen-I                                   | –                                          | –                                          | 38,3 %                                     |
| Genderstern                                | 30,5 %                                     | –                                          | –                                          |
| Beidnennung (Paarform)                     | 28,5 %                                     | 28,0 %                                     | 22,2 %                                     |
| neutrale Formulierungen                    | –                                          | 27,8 %                                     | –                                          |
| generisches Maskulinum                     | 18,0 %                                     | 11,0 %                                     | 19,7 %                                     |

Stefanowitsch verteidigte das Binnen-I: „Da das Gendersternchen bisher nicht besser darin ist, die Sichtbarkeit von Frauen (die ja auch darin inkludiert sein sollen) zu erhöhen, als die Doppelform, sollten wir außerdem nicht voreilig auf das Binnen-I verzichten (das viele Institutionen jetzt hastig aus ihren Genderleitfäden streichen). In Zusammenhängen, in denen es vorrangig um die Sichtbarkeit von Frauen geht (und solche Zusammenhänge gibt es ja immer noch viele), ist es eine sehr effektive Form.“ Zum Gendersternchen verwies er auf den Ausdruck des Zeichens als „Selbstkundgabe“ (Ich-Botschaft):

„Heißt das, dass wir ebensogut darauf verzichten können? Nein, denn mit unserer Sprache bilden wir nicht nur Inhalte ab, wir kommunizieren auch unsere Perspektive (bei Karl Bühler hieß diese Funktion noch ‚Ausdruck‘, im beliebten ‚Kommunikationsquadrat‘ von Schulz von Thun heißt sie ‚Selbstkundgabe‘). Indem wir das Gendersternchen bewusst und aus eigener Entscheidung verwenden, zeigen wir der betroffenen Gruppe wenigstens, dass wir sie wahrnehmen wollen.“

### Agorapulse (2021)
Die Social-Media-Management-Plattform Agorapulse unternahm im Frühjahr 2021 eine Pilotstudie zum Vergleich von unterschiedlich gegenderten Werbeanzeigen im Facebook Newsfeed. Dieselbe Anzeige wurde in einer Version mit generischen Maskulinformen gestaltet („Marketer aufgepasst“) und in einer zweiten mit Gender-Doppelpunkt („Marketer:innen aufgepasst“); zusätzlich wurde zwischen textlicher und grafischer Anzeigeform unterschieden. Getestet wurden beide Social-Media-Strategien jeweils 10 Tage lang mit einem Budget von je 500 Euro in Bezug auf den Werbeerfolg in Form der Kosten je Klick (Cost per Click: CPC). Die Zielgruppengröße war 1,1 Mio., es wurden über 26.000 Personen erreicht.
Auswertung:
- Bei der Fließtext-Anzeige ergaben sich „haarscharfe“ Vorteile für die Version mit Genderzeichen („geringe Performance-Steigerung“); es wurde festgehalten, dass der Gebrauch des Doppelpunkts nicht zu Nachteilen gegenüber der Version mit generischem Maskulinum führt.[79]
- Bei der grafischen Anzeige führte die Version mit Genderzeichen „zu einem deutlich klareren Ergebnis“: 89 Klicks gegenüber 77 Klicks auf die Version mit Maskulinform. Die Kosten je Klick waren um 16 % niedriger, bei 45- bis 54-Jährigen sogar knapp 50 %. Männer waren wesentlich „anfälliger“ für die gegenderte Version und klickten sie häufiger an; ihre Klickkosten sanken insgesamt um 27 %.[79]

### BFIT-Bund (2021)
Die deutsche Überwachungsstelle des Bundes für Barrierefreiheit von Informationstechnik (BFIT-Bund) veröffentlichte im August 2021 eine eigene Studie zu gendergerechter, digital barrierefreier Sprache und leitete daraus die offizielle Empfehlung ab, das Gendersternchen zu verwenden (statt Gender-Doppelpunkt). Erklärt wird: „Der Fokus der Studie liegt in dem Erkenntnisgewinn durch Einbezug der Nutzer*innen orientierten Perspektive. Dies wird als maßgebend für die Erstellung der Empfehlung erachtet. […] Digitale Barrierefreiheit zeichnet sich sowohl durch die Erfüllung technischer als auch redaktionell-inhaltlicher Anforderungen aus. […] § 4 BITV 2.0 schließt die Zielgruppen der Nutzer*innen von Leichter- und Gebärdensprache ein.“ Einerseits wurde die Barrierefreiheit der beiden Genderzeichen in Texten untersucht (mobile Anwendungen, Websites), andererseits wurde die bevorzugte Genderschreibweise mit Interessenverbänden von Menschen mit Behinderungen und einer LGBT-Organisation abgeklärt:
1. Technische Prüfung: untersucht wurden Genderstern und Doppelpunkt in den Screenreadern NVDA und JAWS (auch in Braillezeilen)
2. Zielgruppenbefragungen: neun Bedarfsgruppen gemäß dem Durchführungsrechtsakt UAN (User Accessibility Needs) wurden überregional leitfadengestützt interviewt, darunter Deutscher Blinden- und Sehbehindertenverband, Deutsche Epilepsievereinigung, Deutscher Gehörlosen-Bund, Bundesverband für körper- und mehrfachbehinderte Menschen und Netzwerk Leichte Sprache
3. Befragung der Selbstvertretung: mündliches, leitfadengestütztes Interview mit der Deutschen Gesellschaft für Transidentität und Intersexualität (dgti)

Zusammenfassend wurde festgehalten: „BFIT-Bund schließt sich der Expert*innen Meinung an und empfiehlt unter der Maßgabe ihres Auftrages nach § 8 BITV, das Gendern mit dem Asterisk.“

### Psychologische Institute Kassel, Würzburg (2022)
Die Psychologischen Institute der Universitäten Kassel und Würzburg veröffentlichten im Februar 2022 eine Studie mit rund 600 Personen zur psycholinguistischen Fragestellung, welche Schreibweise zu welchen Anteilen an Frauen oder Männer denken lässt (mentale Repräsentation). Den Befragten wurde eine der folgenden drei Satzvarianten vorgelegt, die zuvor als geschlechterübergreifend erklärt wurde; jedes Mal wurde eine andere Personenbezeichnung verwendet, hier das Beispiel mit „Autor*innen“:
1. Die Autoren waren schon am Flughafen.
2. Die Autoren und Autorinnen waren schon am Flughafen.
Die Autorinnen und Autoren waren schon am Flughafen.
3. Die Autor*innen waren schon am Flughafen.

Anschließend wurde den Befragten einer der beiden Folgesätze präsentiert:
- Man konnte beobachten, dass einige der Männer erschöpft waren.
- Man konnte beobachten, dass einige der Frauen erschöpft waren.

Die Befragten sollten entscheiden, ob der jeweilige zweite Satz eine sinnvolle Fortsetzung des ersten Satzes sei (ja/nein); die Zeit bis zur Entscheidung wurde gemessen (in Millisekunden ms). Die Ergebnisse wurden in eine Prozent-Skala umgerechnet und unterschieden nach männlichem und weiblichem Folgesatz:
1. Die generische Maskulinform bewirkte deutlich mehr Übereinstimmung mit dem männlichen Folgesatz (82 % zu 71 %, ein male bias: Verzerrungseffekt zum Männlichen), und das in der kürzesten Zeit (2724 ms); Entscheidungen zum weiblichen Folgesatz brauchten etwa gleich lang wie beim Genderstern (2882 ms).
2. Die Beidnennung mit vorneliegender Maskulinform bewirkte etwas mehr Übereinstimmung mit dem weiblichen Folgesatz (83 % zu 85 %), die Zeiten lagen im mittleren Bereich (2820 zu 2734 ms); die vorneliegende Femininform bewirkte Ausgeglichenheit der Entscheidungen (80 % zu 80 %) mit mittleren Zeiten (2748 zu 2742 ms).
3. Die Kurzform mit Genderstern bewirkte etwas mehr Übereinstimmung mit dem weiblichen Folgesatz (78 % zu 83 %, leichter female bias: Verzerrungseffekt zum Weiblichen); beide Entscheidungen dauerten am längsten (2991 und 2875 ms).

Zusammenfassend wurde festgehalten, dass Beidnennung (Paarform) eine ausgeglichene Repräsentation von Frauen und Männern bewirkt, während der Genderstern zu einer leichten Überrepräsentation von Frauen führt. Eine Redakteurin von Spektrum.de merkte zum male bias des generischen Maskulinums an: „Eine mögliche Erklärung ist semantisches Priming. Das bedeutet: Die männliche Wortform aktiviert die mentale Repräsentation von Männern und beeinflusst so die weitere Verarbeitung.“ Das Gendern mit Stern drehe den Verzerrungseffekt um: „Dass das Gendersternchen offenbar mehr mit Frauen verbunden wird, könnte erklären, warum sich eher Männer gegen das Sternchen wehren: Vielleicht fühlen sich manche von ihnen ebenso wenig als Bürger*innen wie manche Frauen als Bürger.“

## Studien und Umfragen zum Glottisschlag
Genderzeichen wie das Gendersternchen werden beim Sprechen mit einem Stimmabsatz (Glottisschlag) zum Ausdruck gebracht, „Gender-Pause“ genannt. Mit dieser kleinen Sprechpause sollen zwischen männlichen und weiblichen auch nichtbinäre, diversgeschlechtliche Personen angesprochen und einbezogen werden (vergleiche Soziale Inklusion, Diversity Management):
- Bäcker*innen, Bäcker:innen, Bäcker_innen = Bäcker-innen [ˈbɛkɐʔɪnən] (vergleichbar der Aussprache von Bäcker-Innung)

Ab 2019 beginnt sich diese Form der Aussprache von Kurzformen auch in deutschsprachigen Fernseh- und Radiosendern zu verbreiten.
Ab 2020 werden erste Befragungen zur Akzeptanz dieser Art von Glottisschlag durchgeführt, so wird im Mai bei der Umfrage der Welt am Sonntag auch nach der Sprechpause gefragt, allerdings nicht gezielt (siehe oben).

### Mitteldeutscher Rundfunk (2021)
Der Mitteldeutsche Rundfunk (MDRfragt) befragt im Juli 2021 seine angemeldeten Mitglieder zum Thema „Gendersprache – überbewertet oder unterrepräsentiert?“ Der Sender erhält fast 26.000 Antworten (50 % aus Sachsen, je 25 % aus Sachsen-Anhalt und Thüringen); eine der Fragen bot die gesprochene Gender-Pause (mit Glottisschlag) zur Auswahl:
- „Und welche Formulierung würden Sie in einem gesprochenen Text (z. B. im Radio oder Fernsehen) am liebsten hören?“
58 % Studenten (ohne gendersensible Formulierung): 54 % Frauen, 64 % Männer
21 % Studierende (gendersensible Formulierung durch Partizip): 26 % Frauen, 17 % Männer
15 % Studentinnen und Studenten (gendersensible Formulierung in der Paarform): 15 % Frauen, 15 % Männer
02 % Studentʔinnen (mit kurzer, hörbarer Pause vor dem „i“): 2 % Frauen, 1 % Männer
02 % mit gendersensibler Formulierung (egal, welche): 2 % Frauen, 1 % Männer

Das Nachrichtenradio MDR Aktuell beginnt mit der Universität Halle-Wittenberg ein gemeinsames Forschungsprojekt zur Frage, wie sich gendersensibles Sprechen auf das Verständnis von Nachrichten auswirkt.

### ZDF-Politbarometer (2021)
Das Politbarometer befragt im Juli 2021 für ZDFheute rund 1.200 zufällig ausgewählte Wahlberechtigte telefonisch; es wurden zwei Fragen zur Verwendung von geschlechtergerechter Sprache in den Medien gestellt, eine davon zu Gender-Pausen (mit Glottisschlag):
- „Bei der Verwendung geschlechtergerechter Sprache werden in den Medien beim Schreiben zunehmend Trennzeichen wie Sternchen oder Schrägstrich eingefügt, also zum Beispiel Lehrer – Sternchen – Innen, und beim Sprechen wird dort eine kurze Pause gemacht, also Lehrer Innen. Finden Sie …“
71 % nicht gut
25 % gut
04 % weiß nicht

Siehe oben zur anderen Frage vom ZDF-Politbarometer (2021)

### INSA-Sprachumfrage (2021)
Im Auftrag der Theo-Münch-Stiftung für die Deutsche Sprache befragt das Sozialforschungsinstitut INSA Mitte 2021 in Deutschland 2.017 Personen ab 18 Jahren ausführlich dazu, was sie über die deutsche Sprache und ihre aktuelle Entwicklung denken. Eine der Fragen betraf die Gender-Pause:
- „Dass in den öffentlich-rechtlichen Sendern immer öfter Gendersprechpausen zu hören sind (z. B. Zuschauer – innen), ist ein sinnvoller Beitrag zur Geschlechtergerechtigkeit.“
56,3 % stimmen nicht zu (51 % Frauen, 61 % Männer; 74 % FDP-Anhänger, 67 % AfD)
22,2 % stimmen zu (31 % Grünen-Anhänger, 28 % CDU/CSU)
16,7 % wissen nicht
04,8 % ohne Angabe
Befragte mit Migrationshintergrund: 33 % kontra – 33 % pro (Muslime: 39 %)

### Universitäten Erfurt, Mainz (2021)
Kommunikationswissenschafter an den Universitäten Erfurt und Mainz veröffentlichen im September 2021 eine genderlinguistische Studie mit 770 Erwachsenen und 142 Heranwachsenden zum Thema „Wahrnehmung und Wirkung von gendersensiblen Ansprachen in audiovisuellen journalistischen Medienumgebungen“. Online wurden vier Hörproben einer Anmoderation von Nachrichtenbeiträgen angeboten: eine mit generischem Maskulinum und „drei Formen gendersensibler Personenbezeichnungen“ (neutrale Bezeichnung, Beidnennung und Kurzform mit Gender-Pause).
Die Auswertung ergibt, dass die Medientexte mit gesprochener Gender-Pause signifikant schlechter verständlich sind als die anderen Varianten. Bei der Variante mit Gender-Pause wird aber der Anteil von Frauen in den bezeichneten Gruppen am höchsten eingeschätzt. Der Kommunikationswissenschaftler Joachim Trebbe kommentiert: „Die Sache bleibt kompliziert. Man bekommt das eine nicht ohne das andere.“

## Belege
- (d:) Gabriele Diewald, Anja Steinhauer: Handbuch geschlechtergerechte Sprache: Wie Sie angemessen und verständlich gendern. Herausgegeben von der Duden-Redaktion. Dudenverlag, Berlin April 2020, ISBN 978-3-411-74517-3 (Leseprobe).

1. 1 2  Duden-Handbuch 2020, S. 92–93: Vergleich von Original- und gendergerechtem Text.
2. 1 2  Duden-Handbuch 2020, S. 91–92: Lesezeitmessungen / Einschätzungen der Testpersonen.

- Sonstige Belege

1. 1 2 3 4  Sascha Demarmels, Dorothea Schaffner: Gendersensitive Sprache in Unternehmenstexten. In: Sascha Demarmels, Wolfgang Kesselheim (Hrsg.): Textsorten in der Wirtschaft. Springer VS, Wiesbaden 2011, ISBN 978-3-531-17869-1, S. 98–120, hier S. 109 (Seitenvorschau in der Google-Buchsuche); Zitat: „[…] (Braun et al. 2007; Frank-Cyrus und Dietrich 1997; Guyatt u. a. 1997; Parks und Robertson 2000; Prentice 1994; Rothmund und Christmann 2003; Steiger und Irmen 2007).“
2. ↑  WDR-Quarks, Lara Schwenner: Geschlechtergerechte Sprache: Was Gendern bringt – und was nicht. In: Quarks.de. 26. März 2021, aktualisiert: 10. Januar 2022, abgerufen am 29. März 2022 (Quellen; YouTube-Video: 12:15 Minuten).
3. ↑  Video von Leschs Kosmos, ZDF: Gendern – Wahn oder Wissenschaft? In: ZDF.de. 5. Oktober 2021, abgerufen am 20. März 2022 (29:42 Minuten; YouTube-Version).
4. ↑  Christine Olderdissen: Leschs Kosmos über: “Gendern – Wahn oder Wissenschaft?” In: Genderleicht.de. 14. Oktober 2021, abgerufen am 20. März 2022.
5. 1 2 3 4  Friederike Braun, Susanne Oelkers, Karin Rogalski, Janine Bosak, Sabine Sczesny: „Aus Gründen der Verständlichkeit …“: Der Einfluss generisch maskuliner und alternativer Personenbezeichnungen auf die kognitive Verarbeitung von Texten. In: Psychologische Rundschau. Band 53, Nr. 3, 2007, S. 183–189 (Seminar für Allgemeine Sprachwissenschaft, Universität Kiel; doi:10.1026/0033-3042.58.3.183; PDF: 60 kB, 7 Seiten auf kif.rocks).
6. 1 2 3  Andreas Beelmann, Kai J. Jonas: Diskriminierung und Toleranz: Psychologische Grundlagen und Anwendungsperspektiven. Springer VS, Wiesbaden 2009, ISBN 978-3-531-91621-7, S. 204 (Seitenvorschau in der Google-Buchsuche).
7. 1 2  Brigitte Scheele, Eva Gauler: Wählen Wissenschaftler ihre Probleme anders aus als WissenschaftlerInnen? Das Genus-Sexus-Problem als paradigmatischer Fall der linguistischen Relativitätsthese. In: Sprache & Kognition. Band 12, Nr. 2, 1993, S. 59–72 (Psychologisches Institut, Universität Heidelberg; Zusammenfassung auf zpid.de).
8. 1 2  Dagmar Stahlberg, Sabine Sczesny: Effekte des generischen Maskulinums und alternativer Sprachformen auf den gedanklichen Einbezug von Frauen. In: Psychologische Rundschau. Band 52, Nr. 3, 2001, S. 131–140 (doi:10.1177/0261927X01020004004; Volltexte: online auf researchgate.net; PDF: 1,3 MB, 10 Seiten auf fh-muenster.de).
9. 1 2  Jutta Rothmund, Brigitte Scheele: Personenbezeichnungsmodelle auf dem Prüfstand: Lösungsmöglichkeiten für das Genus-Sexus-Problem auf der Text-Ebene. In: Zeitschrift für Psychologie. Band 212, Nr. 1, Januar 2004, S. 40–54 (doi:10.1026/0044-3409.212.1.40).
10. 1 2 3 4  Christopher Blake, Christoph Klimmt: Geschlechtergerechte Formulierungen in Nachrichtentexten. In: Publizistik. Band 55, Nr. 3, September 2010, S. 289–304 (doi:10.1007/s11616-010-0093-2).
11. ↑  Katja Müller, Sandra Reinmuth u. a.: Effekte geschlechtergerechter Sprache auf die Beantwortung von Meinungsumfragen. Universität Mannheim, 1999 (PDF: 69 kB, 1 Seite auf uni-mannheim.de (Memento vom 8. Januar 2005 im Internet Archive)).
12. 1 2  Elke Heise: Sind Frauen mitgemeint? Eine empirische Untersuchung zum Verständnis des generischen Maskulinums und seiner Alternativen. In: Sprache & Kognition. Band 19, Nr. 1–2, Januar 2000, S. 3–13 (Georg-Elias-Müller-Institut für Psychologie, Universität Göttingen; doi:10.1024//0253-4533.19.12.3).
13. ↑  Elke Heise: Auch einfühlsame Studenten sind Männer: Das generische Maskulinum und die mentale Repräsentation von Personen. In: Verhaltenstherapie & psychosoziale Praxis. Band 35, Nr. 2, 2003, S. 285–291 (Abstract auf apa.org).
14. ↑  Jutta Rothmund, Ursula Christmann: Auf der Suche nach einem geschlechtergerechten Sprachgebrauch: Führt die Ersetzung des generischen Maskulinums zu einer Beeinträchtigung von Textqualitäten? In: Muttersprache. Band 112, Nr. 4, 2002, S. 115–135 (Diplom-Psychologin, Köln, sowie Psychologisches Institut, Universität Heidelberg; PDF: 2,3 MB, 11 Textscans auf uni-heidelberg.de).
15. ↑  Anatol Stefanowitsch: Sprachstruktur: Frauen natürlich ausgenommen. In: SciLogs.Spektrum.de. 14. Dezember 2011, abgerufen am 23. Mai 2021.
16. ↑  Anatol Stefanowitsch: Sprachstruktur: Frauen natürlich ausgenommen. In: SciLogs.Spektrum.de. 14. Dezember 2011, abgerufen am 20. März 2022 (Braun u. a. 2007 + Gygax u. a. 2008).
17. ↑  Besprechung beider Studien bei Marcus C. G. Friedrich, Elke Heise: Does the Use of Gender-Fair Language Influence the Comprehensibility of Texts? An Experiment Using an Authentic Contract Manipulating Single Role Nouns and Pronouns. In: Swiss Journal of Psychology. Band 78, Heft 1–2, 2019, online: 25. März 2019, S. 51–60 (englisch; Volltext auf researchgate.net); Zitat: „The influence of pair forms and neutral forms on comprehensibility was investigated in two further experiments (Blake & Klimmt, 2010). In the first experiment, participants were randomly provided with one of three versions of a newspaper article: one version using masculine-only forms, one using neutral forms and pair-forms, and one version using neutral forms and capital-I forms.“
18. ↑  Marcus C. G. Friedrich, Elke Heise: Does the Use of Gender-Fair Language Influence the Comprehensibility of Texts? An Experiment Using an Authentic Contract Manipulating Single Role Nouns and Pronouns. In: Swiss Journal of Psychology. Band 78, Heft 1–2, 2019, online: 25. März 2019, S. 51–60 (englisch; TU Braunschweig, Institut für Pädagogische Psychologie; doi:10.1024/1421-0185/a000223; Volltext auf researchgate.net; Besprechung1, Besprechung2).
19. ↑  Marlis Hellinger, Beate Schräpel: Über die sprachliche Gleichbehandlung von Frauen und Männern. In: Jahrbuch für Internationale Germanistik. Nr. 15, Bern 1983, S. 60.
20. ↑  Karin Frank-Cyrus, Margot Dietrich: Sprachliche Gleichbehandlung von Frauen und Männern in Gesetzestexten: Eine Meinungsumfrage der Gesellschaft für deutsche Sprache. In: Der Sprachdienst. Band 41, Nr. 2, 1997, S. 55–68.
21. ↑  Vera Steiger, Lisa Irmen: Zur Akzeptanz und psychologischen Wirkung generisch maskuliner Personenbezeichnungen und deren Alternativen in juristischen Texten. In: Psychologische Rundschau. Band 58, Nr. 3, 2007, S. 190–200 (doi:10.1026/0033-3042.58.3.190).
22. ↑  Vera Steiger, Lisa Irmen: Recht verständlich und „gender-fair“: Wie sollen Personen in amtlichen Texten bezeichnet werden? Ein Vergleich verschiedener Rezipientengruppen zur Akzeptanz geschlechtergerechter Rechtssprache. In: Linguistische Berichte. Heft 227, August 2011, S. 297–326 (Zusammenfassung).
23. 1 2 3  Astrid Adler, Albrecht Plewnia: Die Macht der großen Zahlen: Aktuelle Spracheinstellungen in Deutschland. In: Ludwig M. Eichinger, Albrecht Plewnia (Hrsg.): Neues vom heutigen Deutsch: Empirisch – methodisch – theoretisch (= Jahrbuch des Instituts für Deutsche Sprache 2018.) De Gruyter, Berlin u. a. 2019, S. 141–162, hier S. 149–154 (Universität Mannheim; doi:10.1515/9783110622591-008; PDF: 2,3 MB, 22 Seiten auf ids-pub.bsz-bw.de).
24. 1 2  Rat für deutsche Rechtschreibung (RdR): Die Entwicklung und Bewertung des Themas „Geschlechtergerechte Schreibung“ in der Beobachtung des Schreibgebrauchs 2018-2020 vom Rat für deutsche Rechtschreibung, gebilligt am 26.03.2021. Mannheim, 26. März 2021, S. 4, Tabelle („in einer (digitalen) Sitzung der Arbeitsgruppe am 15.12.2020 erarbeitet“; PDF: 916 kB, 5 Seiten auf rechtschreibrat.com; Infoseite).
25. 1 2  Verein geschlechtergerechter.ch: Studie #1: Geschlecht und Identität. Zürich, Dezember 2021, S. 35–38, Kapitel 3.3: Geschlecht und Sprache (PDF: 1,1 MB, 56 Seiten auf geschlechtergerechter.ch; Ergebnisse: Gendergerechtes Schreiben; Infoseite).
26. 1 2  Kerstin Hasse, Sandra Huwiler: Zeitgeist: So sehr beschäftigt Schweizer:innen der Kulturkampf um Geschlecht und Identität. In: Annabelle.ch. 28. Dezember 2021, abgerufen am 29. März 2022 (Punkt 5).
27. 1 2  Kevin Clarke: Schweizer Studie: Mehr Mut zu neuer Geschlechtsidentität? In: Mannschaft.com. 29. Dezember 2021, abgerufen am 29. März 2022.
28. 1 2 3  Christine Ivanov, Maria B. Lange, Tabea Tiemeyer, Martin Ptok: Geschlechtergerechte Sprache in der Wissenschaft: Gebrauch und Motivation (= Gender<ed> Thoughts: Working Paper Series. Band 2). Universität Göttingen, Centrum für Geschlechterforschung, 2019 (mit Kommentar von Constanze Spieß; Download: doi:10.3249/2509-8179-gtg-9).
29. ↑  Jochen Zenthöfer, Nur selten wird in Dissertationen gegendert: Neunzig Prozent der Doktoranden nutzen die bisherige Schreibweise ohne vom Rechtschreibrat abgelehnte Sonderformen, in: Frankfurter Allgemeine Zeitung vom 7. Dezember 2023 (Online)
30. 1 2  Dr. Doeblin, Gesellschaft für Wirtschaftsforschung: Snippet 22/02: Unternehmenskommunikation: Journalisten-Kritik am „Gendern“. Berlin, 17. Januar 2022 (PDF: 376 kB, 6 Seiten auf wp-online.de).
31. 1 2  Meldung: Sprache in der Medienarbeit: Journalist*innen lehnen Gendern in Pressemitteilungen ab. In: KOM.com. 18. Januar 2022, abgerufen am 29. März 2022.
32. 1 2  news aktuell, Pressemeldung: Keine einheitliche Regelung: Wie die PR mit gendergerechter Sprache umgeht. In: Presseportal.de. 7. Mai 2020, abgerufen am 21. März 2022.
33. 1 2  Redaktion: Wie die PR mit gendergerechter Sprache umgeht. In: Werbewoche.ch, 7. Mai 2020, abgerufen am 14. Mai 2020.
34. ↑  Randstad Deutschland: Ergebnisse – 2. Quartal 2021: Randstad-ifo-Personalleiterbefragung. Eschborn, 5. Juli 2021, S. 11: Genderneutrale Sprache (PDF: 115 kB, 15 Seiten auf randstad.de; Infoseite).
35. ↑  Christine Haas, Philipp Vetter: Kolleg*innen & Co.: Jede dritte deutsche Firma gendert – aber viele nur nach außen. In: Die Welt. 5. Juli 2021, abgerufen am 7. Juli 2021.
36. 1 2 3  Sirius Campus – Aeiforia, Pressemitteilung: Duzen und Gendern in der Versicherungskommunikation: Jüngere dafür, Ältere dagegen. Köln, 22. Juni 2022, S. 1 (PDF: 166 kB, 3 Seiten auf aeiforia.de; Highlights Versicherungskommunikation heute).
37. 1 2  Mona Backhaus: Vertrieb & Marketing: Duzen, Siezen, Gendern – wie sieht die richtige Kundenansprache aus? In: Versicherungsjournal.de. 28. Juni 2022, abgerufen am 29. Juni 2022.
38. ↑  Meldung (lg): Kommunikation mit Versicherten: Wen ärgert Gendersprache? In: AssCompact.de. 24. Juni 2022, abgerufen am 29. Juni 2022.
39. ↑  Thomas Dillmann: Gendergerechte Sprache wird in DAX-Unternehmensberichten zurückgedreht. In: PR-Journal.de. 16. Oktober 2020, abgerufen am 21. März 2022.
40. 1 2  Meldung: Geschlechtergerechte Sprache: Zehn Dax-Konzerne nutzen Gender-Formen. In: KOM.com. 25. März 2021, abgerufen am 21. März 2022.
41. ↑  Gustav Theile: Soziale Medien: Dax-Chefs umgehen das Gendern. In: FAZ.net. 18. Mai 2021, abgerufen am 21. März 2022.
42. ↑  Coco New Media, München: Onlinestudie: Nur fünf der DAX 40-Unternehmen gendern konsequent. In: Coco-Content-Marketing.de. 28. September 2021, abgerufen am 27. Mai 2022 (umfangreiche Details).
43. ↑  Dieter Petereit: Gendern: Nur 5 Dax-Unternehmen tun es konsequent, eines hingegen gar nicht. In: t3n. 30. September 2021, abgerufen am 27. Mai 2022.
44. ↑  Konrad Fischer: Dax-Umfrage zur gendergerechten Sprache: So hält es die deutsche Wirtschaft mit dem Gendern. In: Wirtschaftswoche. 25. Juni 2022, abgerufen am 29. Juni 2022.
45. ↑  Meldung: Knappe Mehrheit laut Umfrage für Binnen-I. In: ORF.at. 9. August 2014, abgerufen am 29. September 2020.
46. ↑  Redaktion: Umfrage: Knappe Mehrheit für Binnen-I. In: Profil.at. 9. August 2014, abgerufen am 10. Juni 2021.
47. ↑  Meldung (dpa): Studierende statt Studenten? Mehrheit lehnt geschlechtergerechte Sprache ab. In: FAZ.net. 11. September 2017, abgerufen am 30. September 2020.
48. ↑  Johannes Bebermeier: Exklusive Umfrage: So denken die Deutschen über Gender-Sprache. In: t-online.de. 25. Januar 2019, abgerufen am 30. September 2020; Zitat: „Die Stadt Hannover formuliert künftig geschlechtsneutral – um alle Menschen anzusprechen. […] stat. Fehler: 6,6 %; Stichprobengröße: 5.034; Befragungszeit: 23.01.19–25.01.19; Stand: 25.01.19“.
49. ↑  Heike Schmoll: Ungeliebter Stern: Ablehnung von Gendersprache. (Memento des Originals vom 14. November 2021 im Internet Archive)  Info: Der Archivlink wurde automatisch eingesetzt und noch nicht geprüft. Bitte prüfe Original- und Archivlink gemäß Anleitung und entferne dann diesen Hinweis. In: Frankfurter Allgemeine Zeitung. 2. April 2019, abgerufen am 30. September 2020.
50. ↑  Henning Lobin: Die Ablehnung von „Gendersprache“ – medial produziert. In: Scilogs.de. 8. April 2019, abgerufen am 29. September 2020.
51. ↑  Forschungsstelle Sotomo: annajetzt – Frauen in der Schweiz: Die grosse Frauenbefragung von Sotomo und annabelle (= Frauen in der Schweiz. Nr. 3). Zürich, Februar 2021, S. 18–21 (Downloadseite).
52. ↑  Pascal Michel: Unterschiedliche Prioritäten: Feminismus sorgt für Generationen-Streit. In: 20min.ch. 2. März 2021, abgerufen am 3. März 2021.
53. ↑  Meldung (dpa): Arbeit: Nur 14 Prozent geben klares „Ja“ zu gendergerechter Sprache. In: Süddeutsche Zeitung. 26. Februar 2021, abgerufen am 27. Februar 2021.
54. ↑  Monster Worldwide Deutschland, Pressemitteilung: ChefIn, Chef:in, Chef: Inklusive Sprache bleibt ein Streitthema. In: presseportal.de. 4. März 2021, abgerufen am 28. April 2021.
55. ↑  Christine Haas (Redakteurin): Gendern in Stellenausschreibungen: Die Jugend will mit „Mitarbeiter_innen“ umworben werden. In: Die Welt. 17. Mai 2021, abgerufen am 20. Mai 2021.
56. ↑  Katharina Wolf (Redakteurin): Stellenanzeigen: Jüngere wollen Gendersternchen. In: Handwerk.com. 20. Mai 2021, abgerufen am 23. Mai 2021.
57. 1 2  Infratest dimap: Weiter Vorbehalte gegen gendergerechte Sprache – Welt am Sonntag. In: infratest-dimap.de. Mai 2021, abgerufen am 25. Mai 2021; Zitat: „Erhebungsmethode: Zufallsbasierte Telefon- und Online-Befragung […] Erhebungszeitraum: 10. bis 11. Mai 2021“.
58. ↑  Meldung: Umfrage von Infratest Dimap: Die Bürger wollen keine Gendersprache. In: FAZ.net. 23. Mai 2021, abgerufen am 25. Mai 2021.
59. ↑  Infratest dimap: Vorbehalte gegenüber genderneutraler Sprache – Welt am Sonntag. In: infratest-dimap.de. Mai 2020, abgerufen am 8. Juni 2020; Zitat: „Stichprobe: Repräsentative Zufallsauswahl […] – Erhebungsverfahren: Telefoninterviews (CATI) – Fallzahl: 1.008 Befragte – Erhebungszeitraum: 18. bis 20. Mai 2020“.
60. ↑  Meldung: Ministerpräsident wettert gegen „Sprachpolizisten“: Kretschmann kritisiert Vorschriften für geschlechtergerechte Sprache. In: SWR.de. 2. August 2020, abgerufen am 20. Februar 2021.
61. ↑  Susanne Gaschke, Jacques Schuster: Mehrheit der Deutschen lehnt die Gender-Sprache ab. In: Welt am Sonntag. 23. Mai 2021, S. 1 (PDF: 400 kB, 1 Seite auf welt.de).
62. ↑  Susanne Gaschke: Verweiblichung der Sprache: Mehrheit der Frauen will keine Gendersternchen. In: Die Welt. 31. Mai 2020, abgerufen am 25. Mai 2021 (zugleich Titelstory).
63. 1 2  ZDFheute: ZDF-Politbarometer – Mehrheit für Impfpflicht in Klinik und Schule. In: ZDF.de. 16. Juli 2021, abgerufen am 19. Juli 2021 (im Bericht nicht erwähnt, nur Grafiken in der Diashow); ebenda Grafiken: 18/41: Verwendung geschlechtergerechter Sprache in den Medien + 19/41: Trennungszeichen bzw. Sprechpausen in den Medien.
64. 1 2  Forschungsgruppe Wahlen e. V.: Politbarometer – Fragetexte Juli I 2021 (KW 28). 16. Juli 2021, S. 2 (PDF: 64 kB, 2 Seiten (Memento des Originals vom 19. Juli 2021 im Internet Archive)  Info: Der Archivlink wurde automatisch eingesetzt und noch nicht geprüft. Bitte prüfe Original- und Archivlink gemäß Anleitung und entferne dann diesen Hinweis. auf forschungsgruppe.de).
65. ↑  Redaktion: Die große Bayern-Studie: Antenne Bayern fragt den Freistaat. In: Antenne.de. September 2021, abgerufen am 18. März 2022.
66. 1 2 3 4  Kai Gohlke: Oberpfalz: „Gendern“ in der Zeitung findet wenig Zustimmung. In: Onetz.de. 23. Juni 2022, abgerufen am 29. Juni 2022.
67. ↑  WDR-Studie: So gendern die Deutschen. In: wdr.de. 6. Februar 2023, abgerufen am 9. Februar 2023.
68. ↑  Forsa-Umfrage: Fast drei Viertel der Deutschen vom Gendern genervt. 18. Juli 2023, abgerufen am 19. Juli 2023.
69. ↑  Drei von vier interessieren sich kaum für gendergerechte Sprache. Abgerufen am 14. August 2023.
70. ↑  Umfrage: Der Genderstern fällt bei Schweizern völlig durch. 22. Mai 2023, abgerufen am 14. August 2023.
71. ↑  Georg-August-Universität Göttingen, Stabsstelle Chancengleichheit und Diversität: Beschlüsse und Positionen der Universität Göttingen: Präsidiumsbeschluss zur inklusiven Schreibweise vom 18.02.2020. In: Uni-Goettingen.de. Februar 2020, abgerufen am 29. März 2022 (Handreichung; Schreibtipps).
72. ↑  Christine Haas, Philipp Vetter: Kolleg*innen & Co.: Jede dritte deutsche Firma gendert – aber viele nur nach außen. In: Die Welt. 5. Juli 2021, abgerufen am 29. März 2022.
73. ↑  Santiago Campillo-Lundbeck: Haltungsmarketing: Warum die Werbung nur einen bedingten Willen zum Gendern hat . In: Horizont. 12. November 2021, abgerufen am 29. März 2022 (bezahlpflichtig; Umfrage unter Werbeprofis: Gendersternchen in Anzeigen „auffällig selten“).
74. 1 2  EARSandEYES, Pressemitteilung: So verändert geschlechtergerechte Sprache die Wahrnehmung. (Memento des Originals vom 27. März 2022 im Internet Archive)  Info: Der Archivlink wurde automatisch eingesetzt und noch nicht geprüft. Bitte prüfe Original- und Archivlink gemäß Anleitung und entferne dann diesen Hinweis. In: EARSandEYES.com. 3. März 2021, abgerufen am 31. März 2022 (Chart in Prozenten).
75. ↑  cb: Studie von EARSandEYES – Geschlechtergerechte Sprache: Schreibweise hat Einfluss auf Gender-Wahrnehmung. In: Marktforschung.de. 22. März 2021, abgerufen am 31. März 2022.
76. 1 2 3 4  Anatol Stefanowitsch: Funktioniert das Gendersternchen (und wie)? In: Sprachlog.de. 18. Juni 2021, abgerufen am 31. März 2022 (Twitter-Version).
77. ↑  Dagmar Stahlberg, Sabine Sczesny: Effekte des generischen Maskulinums und alternativer Sprachformen auf den gedanklichen Einbezug von Frauen. In: Psychologische Rundschau. Band 52, Nr. 3, Juli 2001, S. 131–140, hier S. 134–135: Studie 1, sowie S. 136–137: Studie 4 (doi:10.1026//0033-3042.52.3.131; Volltext auf researchgate.net).
78. ↑  Melanie Dahrendorf: Das Gendersternchen erhöht die Wahrscheinlichkeit, dass an Frauen gedacht wird. In: turi2.de. 20. Juni 2021, abgerufen am 31. März 2022.
79. 1 2 3  Julian Gottke: Steigert Gendern die Ad-Performance? Agorapulse untersucht! In: Agorapulse.com. Paris, 29. Juni 2021, aktualisiert: 6. Dezember 2021, abgerufen am 30. März 2022.
80. ↑  Claudia Wieschollek: Gendergerechte Ansprache in Werbeanzeigen führt zu besserer Performance, zeigt Test. In: t3n.de. 5. Juli 2021, abgerufen am 30. März 2022.
81. ↑  Aniko Milz: Kann Gendern in Ads die Performance verbessern? In: Onlinemarketing.de. 1. Juli 2021, abgerufen am 30. März 2022.
82. ↑  Christian Erxleben: Studie zeigt: Gendern führt zu besserer Anzeigen-Performance. In: BasicThinking.de. 29. Juni 2021, abgerufen am 30. März 2022.
83. 1 2  Stefanie Koehler, Michael Wahl: Empfehlung zu gendergerechter, digital barrierefreier Sprache – eine repräsentative Studie. In: BFIT-Bund.de. Beauftragt und herausgegeben von der Überwachungsstelle des Bundes für Barrierefreiheit von Informationstechnik (BFIT-Bund), Berlin August 2021, abgerufen am 17. März 2022 (empfiehlt Genderstern statt Doppelpunkt; Besprechung, Interview).
84. 1 2  Anita Körner, Bleen Abraham, Ralf Rummer, Fritz Strack: Gender Representations Elicited by the Gender Star Form. In: Journal of Language and Social Psychology. Februar 2022, S. 1–19 (englisch; Volltext: doi:10.1177/0261927X221080181; Pressemitteilung).
85. 1 2  Wolfram Hanke: Studie: So wirkt sich der Genderstern auf die Wahrnehmung aus. In: Bayerischer Rundfunk. 15. März 2022, abgerufen am 17. März 2022.
86. 1 2  Christiane Gelitz: Geschlechtergerechte Sprache: Das Gendersternchen kehrt das Problem um. In: Spektrum.de. 18. März 2022, abgerufen am 23. März 2022 (Redakteurin, Diplompsychologin).
87. ↑  MDRfragt-Redaktionsteam: Auswertung MDRfragt: Gendersprache – überbewertet oder unterrepräsentiert? Leipzig, 20. Juli 2021, S. 5 (PDF: 1,3 MB, 20 Seiten auf mdr.de; Infoseite).
88. ↑  Mitteldeutscher Rundfunk, Presse und Information: MDR und Martin-Luther-Universität Halle-Wittenberg erforschen Wirkung gendersensibler Sprache in Radio-Nachrichten. In: Presseportal.de. 25. Mai 2021, abgerufen am 18. März 2022.
89. ↑  Redaktion: INSA-Sprachumfrage 2021: „Zuschauer – innen“? Nur eine Minderheit hält die Gendersprechpause für sinnvoll. In: DeutscheSprachwelt.de. 31. August 2021, abgerufen am 17. März 2022.
90. ↑  Sven Jöckel, Leyla Dogruel, Ronja Bachofer: Wirkung gendersensibler Ansprachen in Anmoderationen bei Erwachsenen und Heranwachsenden. In: Publizistik. Band 66, September 2021, online: 3. September 2021, S. 441–462 (doi:10.1007/s11616-021-00682-z).
91. 1 2  Joachim Trebbe: MEDIA Lab: Gendern stört. Und nützt. In: Der Tagesspiegel. 6. Februar 2022, abgerufen am 17. März 2022.
92. ↑  Josefine Méndez im Gespräch: Forscherin: Gendern ist in der gesprochenen Sprache angekommen. In: Evangelisch.de. 26. Juni 2021, abgerufen am 20. März 2022.